# Mull Central Complex
Der Mull Central Complex ist ein subvulkanischer Intrusivkomplex auf der schottischen Insel Mull. Er entstand im ausgehenden Paläozän und zu Beginn des Thanetiums.

## Etymologie
Mull wird im Schottisch-Gälischen als das Substantiv muile wiedergegeben, kann aber auch von maol abgeleitet sein. Muile hat die Bedeutung „Felsenvorsprung“, maol bezieht sich ebenfalls auf einen „Landvorsprung, auf ein Kap oder auf die Spitze einer Halbinsel“. Im Altnorwegischen wurde die Insel als Myl bezeichnet – abgeleitet von Muli mit der Bedeutung „Felsenriff, Felsensporn“.

## Geographie

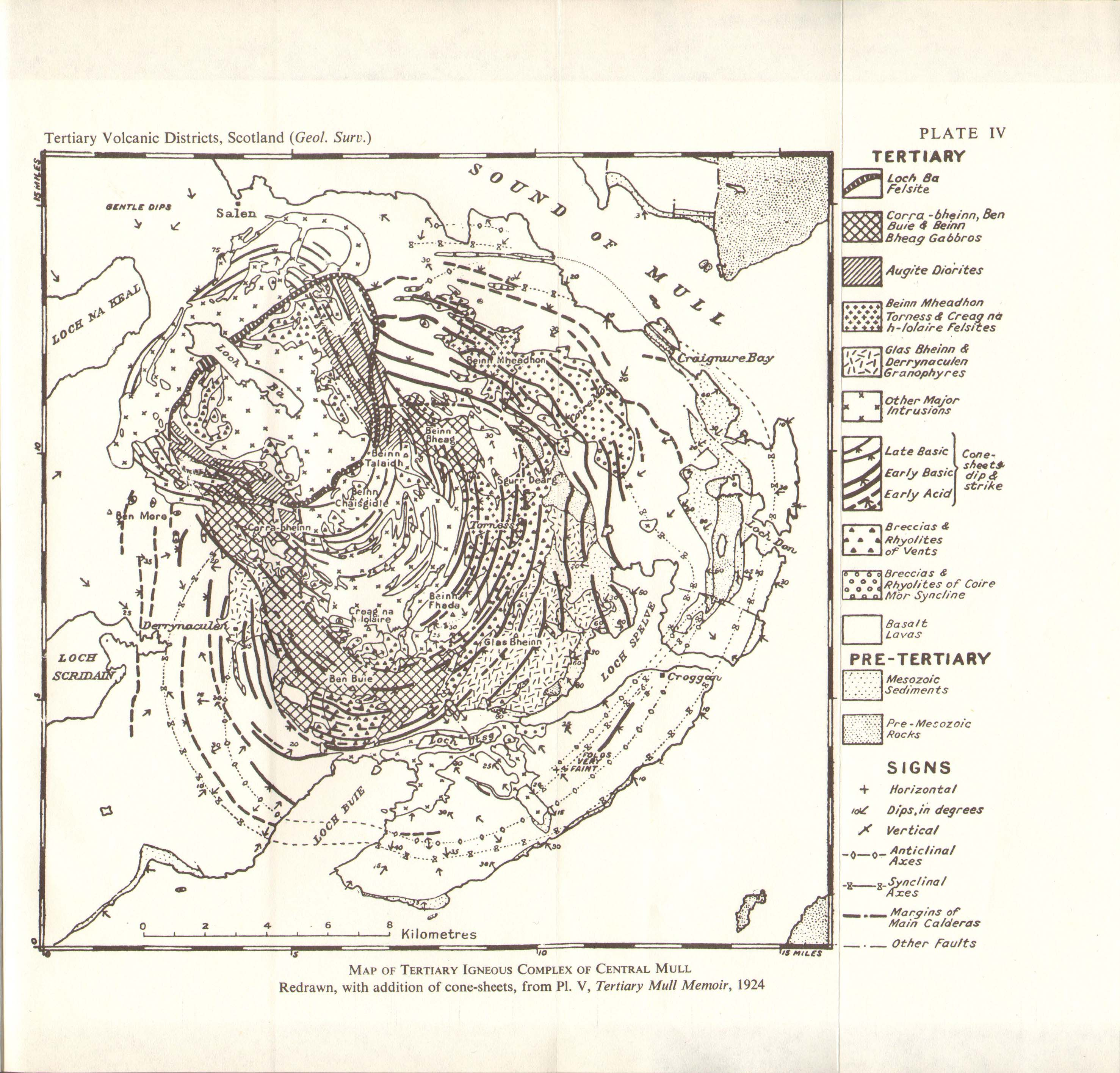
James Ernest Richey’s geologische Karte des Zentralkomplexes

Der Mull Central Complex, abgekürzt MCC, liegt an der Ostecke der Insel, südlich vom Sound of Mull und westlich vom Firth of Lorn. In die Südostseite des Zentralkomplexes greift der Loch Spelve hinein und in den Südrand der Loch Buie. Im Nordwesten befindet sich der Loch Bà und am Südrand der kleine Loch Uisg. Höchste Erhebungen im Zentralkomplex sind der Beinn Talaidh (762 Meter, auch 761 Meter), der Sgurr Dearg (741 Meter), der Ben Buie (717 Meter), der Creach-Beinn (698 Meter) und der Beinn Bhuidhe (413 Meter). Etwas größere Flüsse sind der zum Loch Scridain entwässernde Coladoir River im Südwesten des Zentralkomplexes sowie der im Loch Spelve endende Lussa River im Südosten.
Der ovale Zentralkomplex ist in Nordwest-Südost-Richtung ausgelängt. Er erstreckt sich rund 21 Kilometer entlang seiner Hauptachse, seine Breite in Südwest-Nordost-Richtung beträgt 13 Kilometer.

## Geschichtliches
Der Mull Central Complex wurde erstmals sehr ausführlich von Edward Battersby Bailey und Kollegen im Jahr 1924 beschrieben. Später folgten eine kleinere Anzahl von Studien, die sich einigen der Hauptintrusionszentren zuwandten. R. R. Skelhorn und Kollegen brachten dann 1969 eine recht kurze Zusammenfassung und einen Geländeführer heraus. Neuere Arbeiten wie beispielsweise von Kerr und Kollegen (1999) haben sich mit magmatisch-stratigraphischen Aspekten beschäftigt.

## Geologie

### Allgemeine Einführung

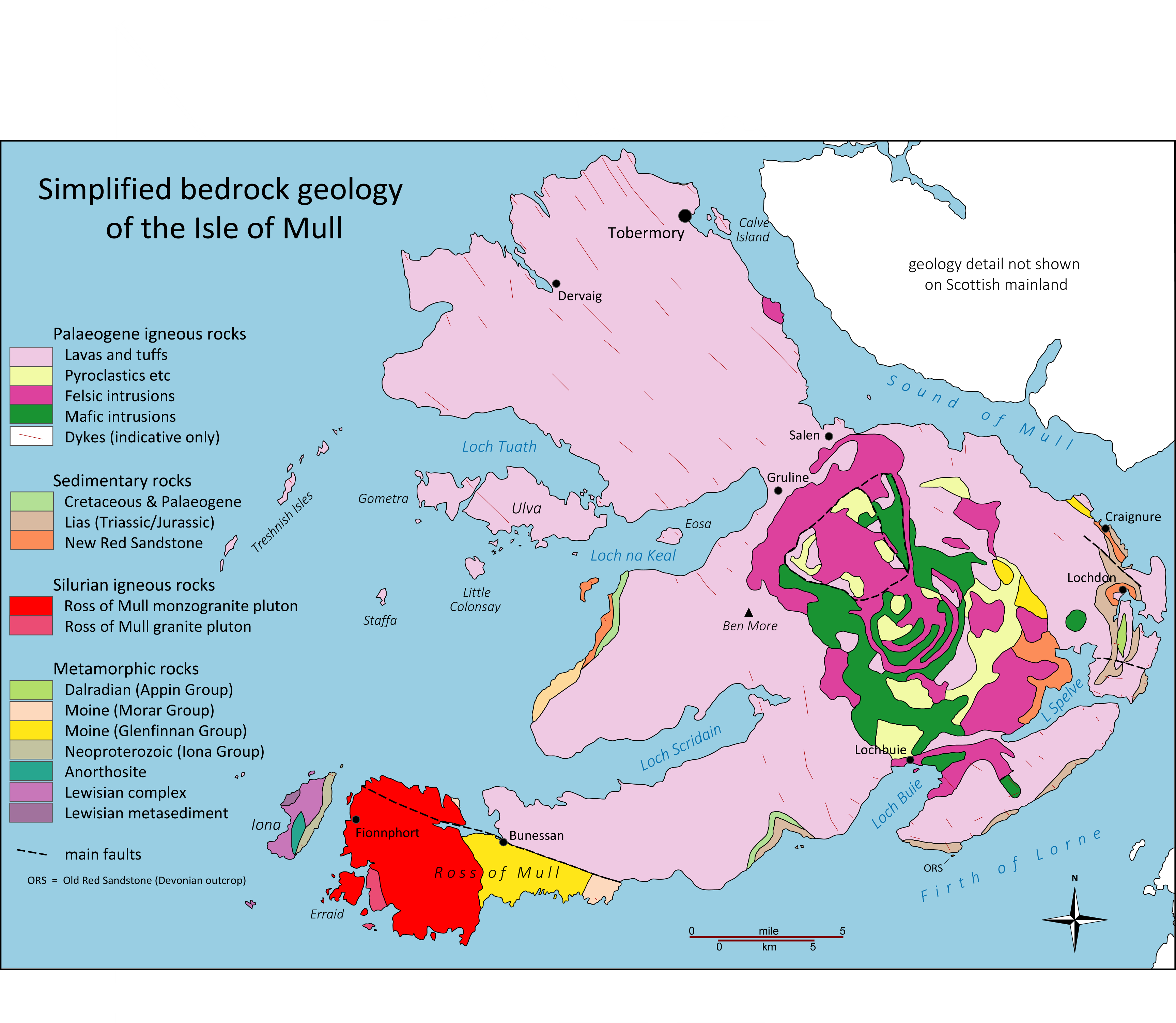
Vereinfachte geologische Karte von Mull. Der Central Complex nimmt den Südosten der Insel in Anspruch.

Die vor der Westküste Schottlands gelegene Insel Mull beherbergt einen vulkanischen Zentralkomplex, der zur Nordatlantischen Magmatischen Großprovinz gerechnet wird. Der Vulkanismus in dieser Magmenprovinz erzeugte Flutbasalte (Englisch flood basalts), die vermittels Aufschmelzen unter Druckentlastung aus dem isländischen Mantelplume gebildet worden waren. Dieser Mantelplume war vor rund 61 Millionen Jahren im Zuge der Öffnung des Nordatlantiks gegen die Unterseite der Lithosphäre aufgedrungen.
Das vom Zentralkomplex durchdrungene Krustenmaterial konnte anhand von Oberflächenaufschlüssen, mitgeführten Xenolithen und geophysikalischen Messergebnissen in seiner Zusammensetzung eingeengt werden. Die Unterkruste entspricht hierbei einem granulitfaziellen archaischen Gneis des Lewisians, wohingegen die Mittelkruste unter anderem aus amphibolitfaziellen, kalkalkalischen Orthogneisen des Lewisians bestehen dürfte. Mittel- und Unterkruste werden von Oberkrustengesteinen überfahren, die aus proterozoischen Metasedimenten (Psammite und Pelite) der Moine Supergroup zusammengesetzt sind. Hierauf kommt eine dünne Haut von mesozoischen Sedimenten zu liegen. Die Great Glen Fault berührt gerade noch den Südostrand von Mull und entlang ihrem Verlauf erfährt der Grundgebirgsaufbau eine starke Änderung – und zwar dahingehend, dass südwärts der Verwerfung jetzt paläoproterozoisches Grundgebirge mit Metasedimenten der Dalradian Supergroup auftritt.
Bedingt durch den Riftvorgang des Nordatlantiks, der in etwa der Nordost-Südwest-Richtung gefolgt war, hatten sich im frühen Paläogen am europäischen Kontinentalrand mehrere basaltische Lavafelder gebildet. Im Nordwesten Schottlands können drei Lavafelder unterschieden werden: Eigg, Skye und Mull. Assoziiert mit den Lavafeldern sind mehrere vulkanische Zentralkomplexe – hierunter Ardnamurchan, Skye, Rùm und Mull.

### Trias
Triassische Konglomerate und Sandsteine kommen im Kernbereich der den Zentralkomplex umgürtenden Antiklinen zum Vorschein, und zwar ab Craignure bis zum Loch Don und zum Loch Spelve. Darüber hinaus finden sich extensive Sandsteinaufschlüsse an der Westküste vom Loch Spelve, die bis zum Glen Lussa heranreichen. Hier werden die triassischen Gesteine zwischen steilstehenden mafischen Schichtkörpern eingehemmt. Die Klasten der Konglomerate bestehen überwiegend aus Quarzit und Gangquarz, auch Gerölle des Moinians können sich örtlich anreichern und verweisen somit auf Moinian im nahen Umfeld. Auch im Zentralkomplex selber erscheinen triassische Schichten. Ihr steiles Einfallen verweist auf einen beträchtlichen Versatz durch die paläozänen Bewegungen im Mull Central Complex.

### Jura
Juragesteine treten auf Mull vorwiegend im Osten und im Süden der Insel auf. Auch sie erscheinen im Kernbereich der Randantiklinalen des Zentralkomplexes – und zwar von Scallastle Bay bis nahe an den Loch Spelve heran, vielerorts auch entlang der Ostküste vom Loch Don bis hin zum Loch Buie sowie in der Carsaig Bay. Die Schichten mit einer etwas spärlichen marinen Fauna übergreifen Hettangium bis Bajocium und reichen bis in die mitteljurassische Garantiana-Zone hinauf. Bei Port nam Marbh ist noch eine 30 Meter mächtige Abfolge der obersten Pabay Shale Formation anstehend. Sie bildet Teil des Bajociums und besteht aus leicht kalkhaltigen Siltsteinen mit reichlichen Gryphaea cymbium und Pecten aequivalvis.
Der Mitteljura ist im Südosten von Mull durch die Bearreraig Sandstone Formation vertreten. Ungefähr 30 Meter an sandigem Kalk und kalkhaltigem Sandstein werden an der Ostküste bei Port nam Marbh von 1 bis 2 Meter Siltstein der Great Estuarine Group abgedeckt. Am Westflügel der Loch Don Anticline erscheinen ganz ähnliche Schichten unterhalb den Laven. Diese Schichten setzen sich sodann diskontinuierlich in den Ostflügel bis nahezu zur Duart Bay hin fort.
Der Oberjura (mit dem Hangenden des Calloviums) bildet einen kleinen Aufschluss westlich der Duart Bay. Die verbackenen blauen Schiefertone haben hier Ammoniten und andere Fossilien des Kimmeridgiums (Mutabilis-Zone) geliefert.

### Kreide
Glaukonitischer Sandstein aus der Oberkreide (Cenomanium) tritt bei Auchnacraig südlich des Loch Dons auf, aber auch bei Carsaig – wo die Ablagerung ihren Maximalwert von 13 Meter erreicht. Der glaukonitische Sandstein enthält eine reiche Bivalvenfauna mit Rhynchonella,  Exogyra conica und Pecten asper.

### Vulkanismus

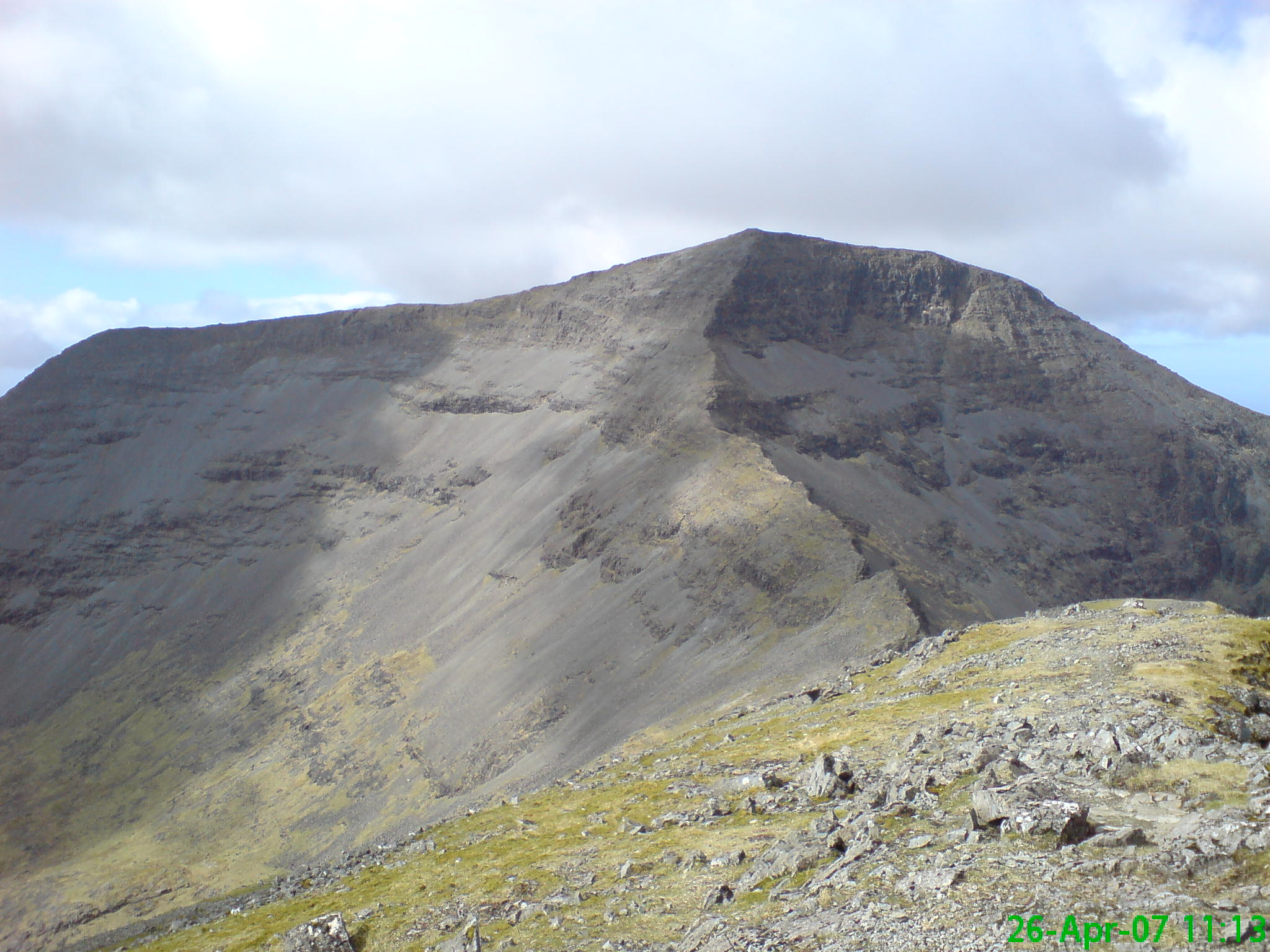
Der Ben More (966 Meter) wird aus flach liegenden Lavaflüssen des Ben More Pale Members aufgebaut. Der Berg ist die Typlokalität des Benmoreits.

Der Hauptanteil des Vulkanismus auf Mull ereignete sich im Zeitraum 61 bis 59 Millionen Jahre im ausgehenden Seelandium bis ins beginnende Thanetium. Die Platznahme der Gänge setzte sich als Spätstadium bis rund 58 Millionen Jahre weiter fort. Die vulkanischen Tätigkeiten der 840 Quadratkilometer überdeckenden Mull Lava Group nahmen somit rund 2 Millionen Jahre in Anspruch. Die Mächtigkeit der Lavagruppe wird mit 1800 Meter eingeschätzt, sie erreicht aber am Ben More womöglich 2200 Meter, von denen jetzt noch 1000 Meter erhalten sind.
Zeitlich in die Lavagruppe eingebettet ist der Magmatismus des Zentralkomplexes.
Der Vulkanismus auf Mull kann stratigraphisch in vier Stufen unterteilt werden (von jung nach alt):
- Late Mull type (Spätphase – abgekürzt LM)
- Central Mull Tholeiite (abgekürzt CMT) bzw. Mull Central Lava Formation
- Coire Gorm (abgekürzt CG)[8]
- Mull Plateau Group (abgekürzt MPG) bzw. Mull Plateau Lava Formation.

Die rund 730 Meter mächtige, basale Mull Plateau Group ist ihrerseits aufgrund chemischer Charakteristika in neun Untertypen aufgeteilt worden – mit dem Staffa-Untertyp im Liegenden (wird auch als eigene Formation eingestuft – die Staffa Lava Formation). Die Staffa Lava Formation erscheint im Bereich des Zentralkomplexes mit dem 1 Meter mächtigen Gribun Mudstone Member am Feorlin Cottage bei Carsaig. Der Tonstein hat sich hier in Höhlungen der unterlagernden Kreideoberfläche (womöglich Turonium) abgesetzt. Bei An Garradh auf der Croggan-Halbinsel südlich vom Loch Buie besteht das Tonstein-Member aus 6 Meter messenden Mergeln (hellbraunen, kalkhaltigen Tonsteinen), die generell reicher an Aluminium sein dürften.

#### Mull Plateau Lava Formation
Die eigentliche Mull Plateau Lava Formation wird sodann in zwei Member unterteilt – dem Beinn More Main Member im Liegenden und dem Ben More Pale Member im Hangenden. Sie grenzt an den Zentralkomplex direkt im Norden und Nordwesten, stellenweise auch im Süden und Südosten. Am vollständigsten und auch am einfachsten ist die Formation am benachbarten Ben More aufgeschlossen – beide Member sind hier zugegen. Das Ben More Main Member baut sich aus wahllos ineinander verwobenen Basaltflüssen auf – darunter Olivinbasalte und Hawaiite, seltener auch Pikrobasalte, Mugearite, Benmoreite (die hier ihre Typlokalität haben) und Trachyte. Manche dieser Flüsse sind makroporphyritisch, insbesondere die Hawaiite und Mugearite. Das aufliegende Ben More Pale Member steht am Gipfel des Ben Mores an und grenzt an den Westrand des Zentralkomplexes. Es wurde deswegen von einer intensiven hydrothermalen Alteration und auch Metasomatose erfasst. Zum unterlagernden Ben More Main Member besteht keine scharfe Abgrenzung, vielmehr verfingern die beiden Einheiten über mehrere Lavaströme hinweg miteinander, bis die blass verwitternden Laven langsam an Oberhand gewinnen. Letztere haben eine etwas höher entwickelte Zusammensetzung – verdeutlicht durch die Benmoreite der Typlokalität.
Der untere Abschnitt des Ben More Pale Members besteht vorwiegend aus Mugearit, Benmoreit und Trachyt. Die Laven mit den entwickelsten Zusammensetzungen bilden den mittleren Abschnitt und zeichnen sich im Gelände durch plattige Klüfte und generelle Spaltbarkeit aus. Der obere Abschnitt des Members kehrt zu deutlich weniger entwickelten Olivinbasalten zurück. Zwischen die Laven sind dünne Sedimentlagen zwischengeschaltet. So wird auf der Nordseite des Ben Mores der Strom eines Benmoreits von 30 bis 60 Zentimeter dicken Tonsteinen unterlagert. Die Tonsteine sind schwarz gefärbt und spaltbar und enthalten ihrerseits jede Menge an Benmoreit-Bruchstücken. Ein analoges Sediment erscheint fast auf gleichem stratigraphischen Niveau auf der Ostseite des A’ Chioch. Auf der Südseite des Ben Mores fanden Bailey und Kollegen (1924) oberhalb eines Mugearits etwa 3 Meter an schwarzem, brekziierten Tonstein mit Pflanzenresten.

#### Caire Gorm-Laven
Die mindestens 250 Meter mächtigen Coire Gorm-Laven überlagern zwar die Mull Plateau Group, verzahnen sich aber mit ihren untersten Lavaströmen an ihrer Liegendgrenze mit Trachyten der Mull Plateau Group. Sie treten nur am Ben More auf.

#### Mull Central Lava Formation
Ein Großteil der bis zu 900 Meter mächtigen Mull Central Lava Formation liegt mitten im Zentralkomplex sowie an dessen Rändern. Sie besteht aus olivinarmen, tholeiitischen Basaltlaven. Im Nordosten, Südwesten und Süden berührt sie aber nur den Zentralkomplex. Viele der Lavaflüsse kamen in einer wassergefüllten Caldera zur Ablagerung und formten daher eine recht dicke Abfolge von Kissenlaven. Die etwa 10 Kilometer im Durchmesser einnehmende Caldera wurde von Bailey als Südost-Caldera oder Frühe Caldera bezeichnet. Ihre Existenz wird auf den Gipfeleinsturz eines Zentralvulkans innerhalb des Mull Central Complex zurückgeführt. Nachfolgende Intrusionstätigkeiten im Zentralkomplex überprägten die ursprünglichen Intrusionen. Es wurde noch eine weitere Caldera erkannt, die Nordwest-Caldera. Im Unterschied zur Südost-Caldera sind die Lavaflüsse hier aber nicht als Kissenlaven ausgebildet.
Die gesamte Formation wurde intensiv hydrothermal überprägt – was zu ernsthaften Veränderungen in der primären Mineralogie der Laven führte. So entstanden sekundärer Epidot und Prehnit als Ersatz der Primärminerale oder als Aderfüllungen in Bruchzonen. In der Südost-Caldera konnten Bailey und Kollegen drei Zonen innerhalb der Formation unterscheiden, die Bestimmung ihrer Mächtigkeiten machte jedoch Schwierigkeiten, da durch darauffolgende tektonische und magmatisch-intrusive Ereignisse Komplikationen auftraten. Kissenlaven sind auf die Außen- und die Mittelzone beschränkt. Die Kissenlaven zeigen nach wie vor beträchtliche Mächtigkeiten – was laut Bailey und Kollegen auf eine ausgesprochen starke spätere Subsidenz des Calderabodens hindeutet.
Von Bedeutung ist, dass die tholeiitbasaltischen Laven nicht immer von den Calderawänden zurückgehalten wurden. Es wird daher angenommen, dass sie nach außen dringen konnten und über die Flanken des Vulkangebäudes abflossen. Wahrscheinlich verzahnten sie sich dann mit anderen Lavaflüssen der Mull Plateau Lava Formation, die durch Spalteneruptionen ausgetreten waren.

#### Late Mull-Typus
Über die Mull Central Lava Formation legten sich schließlich die Basalte des Late Mull-Typus im Hangenden.

### Regionale Gänge
Eine ganze, manchmal schwarmartig erscheinende, mehr oder weniger Nordwest-Südost-streichende Suite von basaltischen Gängen tritt an der Nord- und Südküste Mulls aus. Paläomagnetische Messdaten und Kalium-Argon Altersdatierungen legen nahe, dass die Gangintrusionen während der gesamten Lebensdauer des magmatischen Zentralkomplexes stattgefunden hatten. Tatsächlich war der letzte, auf Mull erfolgende Magmenpuls an mafische Gänge geknüpft, welche den Loch Bà-Ringgang des Intrusivzentrums 3 durchschlugen. Der Cowal-Cleveland-Gangschwarm – eine Folge frühtertiärer Gänge, die von Ayrshire über 400 Kilometer bis nach Nordengland verfolgt werden kann, stehen ebenfalls eindeutig im Zusammenhang mit dem sich heraushebenden Mull Central Complex.

### Intrusionszentren
Die Wurzel des vulkanischen Zentralkomplexes von Mull wird durch drei, sich überlappende, magmatische Herdzentren definiert. Dies sind mit abnehmenden Alter das Zentrum 1 von Glen More, das Zentrum 2 von Beinn Chaisgidle und das Zentrum 3 von Loch Bà. Das Zentrum 1 und das Zentrum 3 dürften wohl jeweils mit der Ausbildung einer Caldera in Verbindung gestanden haben (siehe oben). Das Zentrum 2 besteht aus mehreren Cone sheet- und Ringgangintrusionen.
Der magmatische Herd hatte sich hierbei mit der Zeit vom Zentrum 1 im Südosten in Richtung Zentrum 3 im Nordwesten verlagert. Diese Bewegung nach Nordnordwest betrug jedoch nur 7 Kilometer und erfolgte in etwa parallel zum Streichen des regionalen Gangschwarms. Der Zentralkomplex wird von einem ringförmigen Faltenzug umgürtet.
Die assoziierten Intrusionen in den drei Zentren variieren in ihrer geochemischen Zusammensetzung von Gabbros bis hin zu Graniten und werden von mafischen bis felsischen Cone sheets begleitet.

#### Zentrum 1 – Glen More Centre

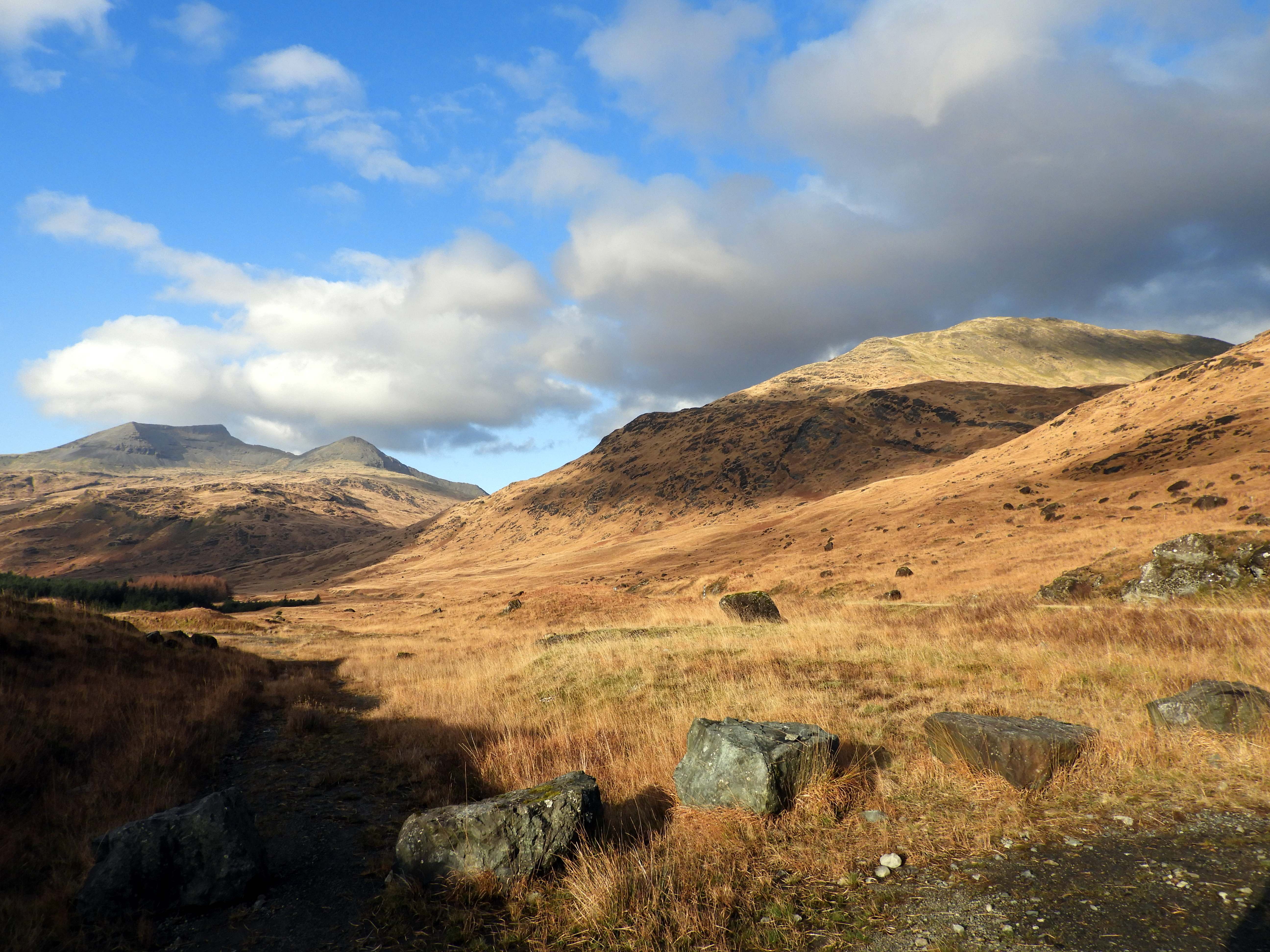
Das Hochtal Glen More. Blickrichtung nach Nordwest in Richtung Ben More

Das Glen More Centre ist das älteste der drei Intrusionszentren. Es liegt im gleichnamigen Glen More knapp 5 Kilometer nördlich des Loch Buie. Bis zum Zentrum 2 im Nordnordwesten sind es 4 Kilometer.

##### Frühe Granite
Hauptintrusionen sind der Glas-Bheinn-Granit im Südosten und der Derrynaculean-Granit (auch in der Schreibweise Derrynaculen) im Westen des Zentrums 1. Beide Intrusionen fallen steil ab und gehören wahrscheinlich teilweise Ringgängen oder steilen Granitstöcken an. Die Platznahme der Granite war augenscheinlich von ringförmigen Verwerfungen vorgezeichnet und ging mit einem zentralen Calderaeinsturz einher. Brekzienartige Zertrümmerung ist in den Graniten weit verbreitet, insbesondere im Derrynaculean-Granit. Darüber hinaus erstreckt sich der Glas-Bheinn-Granit bis an die ringförmige Loch Spelve Anticline – eine etwas undeutlich ausgebildete Antikline im Südosten. Beide Granite wurden stark hydrothermal überprägt, wobei primäre Pyroxene chloritisiert oder uralitisiert wurden. Randfazies des Glas Bheinn-Granits enthalten partiell assimilierte, kieselige Substanzen, die aus den triassischen Sandsteinen des Nebengesteins hervorgegangen waren.

##### Explosionsbrekzien
Entlang dem Verlauf der Ringverwerfung, die in etwa das Ausmaß der frühen Caldera wiedergibt, stehen mehrere massige Explosionsbrekzien an. Die besten Beispiele hierfür kommen aus dem Südostsektor der Ringverwerfung, östlich vom Sgurr Dearg. In den Brekzien enthalten sind subangulare bis abgerundete Bruchstücke paläozäner Laven, mesozoischer Sedimente, Gneisen des Moinians sowie einer Bandbreite von grobkörnigen Magmatiten (Gabbro, Granit etc.). Innerhalb der Caldera finden sich in den Brekzien generell keine Gneise des Moinians – was darauf hindeutet, dass unterhalb der Caldera das Grundgebirge auf einem tieferen Niveau liegt und dass die explosionsartige Brekziierung auf einem relativ seichten Krustenniveau vonstattenging. In den Brekzien werden auch zerbrochene rhyolithische Gesteine mit Fließbändern und Perlitgefüge angetroffen. Diese waren wahrscheinlich durch aus silizischem Magma ausströmenden Gasfluss entstanden. Dieser explosiven Phase können aber wegen des Erosionsniveaus keinerlei Oberflächenvulkanite zugeordnet werden.
Im Kar Coire Mór auf der Ostseite des Zentralkomplexes stehen in einem Aufschluss generell ungeschichtete vulkaniklastische Brekzien an – die Coire Mór Breccias. Sie enthalten halb eckige bis gerundete Blöcke verschiedener paläozäner Magmatite und präpaläozäner Sedimente. Ebenfalls zugegen sind große Volumina fließgebänderter Rhyolithe. Ganz ähnliches Material erscheint auch bei Barachandroman an der Südseite vom Loch Spelve. Bailey und Kollegen (1924) hatten die Gesteine von Coire Mór als Oberflächenansammlungen mit zeitgleichen rhyolithischen Lavaflüssen interpretiert, jedoch bevorzugte James Ernest Richey (1961) die Modellvorstellung einer unter der Oberfläche erfolgten Gaszerrüttung – ganz ähnlich den Explosionsbrekzien am Sgurr Dearg.

##### Frühe Felsite
Frühe Felsite treten in etwa gleichzeitig am Beinn Mheadon, am Torness und am Creag na h-Iolaire auf. Sie waren noch vor der Platznahme der Explosionsbrekzien entstanden. Der Bheinn Mheadon Felsite liegt außerhalb der Caldera mit ihrer begrenzenden Ringverwerfung, die anderen beiden Felsite befinden sich aber innerhalb der Caldera. Die Felsite werden von anderen, mafischen Intrusionen (in der Hauptsache von Cone sheets) durchzogen, welche die ursprünglichen räumlichen Verhältnisse empfindlich stören und verschleiern.

##### Frühe Cone sheets
Die frühen Cone sheets waren in den Glas-Bheinn-Granit, in den Derrynaculean-Granit, in die Explosionsbrekzien und in die frühen Felsite eingedrungen. Die Cone sheets sind überwiegend mafisch (Early Basic Cone Sheets oder EBCS), auch wenn ein geringer Prozentsatz von intermediären und sauren Intrusionen (Early Acidic Cone Sheets oder EACS)zugegen ist. Sie fallen mit 45° nach innen zu einem Fokalpunkt unter dem Beinn Chaisgidle ein und erreichen immerhin eine Gesamtmächtigkeit von 1000 Meter, wobei einzelne Schichtlagen (Lager) bis 10 Meter stark werden. Daraus lässt sich schließen, dass sich aufgrund ihrer Platznahme eine beträchtliche zentrale Aufwölbung im Vulkanzentrum ergab. Die Lager verlaufen im Wesentlichen bogenförmig – von Glen Forsa im Norden bis nahe an den Loch Spelve und dann weiter über Glen More nach Derrynaculean.
Die zeitliche Stellung der intermediären und sauren Cone sheets im Vergleich zu den dominierenden mafischen Cone sheets ist nicht eindeutig, dass sie sich zeitlich überlappten ist aber augenfällig. Dies wird ferner durch die Anwesenheit einer Anzahl von zusammengesetzten, mafisch-sauren Cone sheets bestätigt. Kurz vor Eindringen der frühen Cone sheets waren die Bewegungen an der Ringverwerfung der Caldera ausgeklungen.

##### Gabbros
Nach den Cone sheets drangen im Intrusivzentrum 1 zwei große Gabbrokörper auf. Einmal im Südwesten außerhalb der Ringverwerfung der Ben Buie Gabbro und dann im Nordostquadranten innerhalb der Ringverwerfung der Beinn Bheag Gabbro. Die am Ben Buie Gabbro beteiligten Magmen benutzten womöglich die Ringverwerfung als Aufstiegsweg. Skelhorn und Kollegen (1969) waren jedoch der Ansicht, dass der Ben Buie Gabbro und eventuell auch der Cora-bheinn Gabbro (auch Cora-beinn oder Corra-bheinn) des Intrusivzentrums 2 ursprünglich kreisförmig waren und dass zentrales Nachrutschen die Intrusionen sodann auf ein tieferes Strukturniveau abgesenkt hatte. Darüber hinaus versteilen sich die nach innen abtauchenden Einfallswinkel der Minerallagerung im Ben Buie Gabbro von 15° bis 20° am Kontakt zu den Nebengesteinen auf 35° in der Nähe der Ringverwerfung im Osten und Nordosten der Intrusion. Diese Versteilung ist möglicherweise auf Bewegungen an der Ringverwerfung zurückzuführen. Der Außenrand des Ben Buie Gabbros im Südosten fällt jedoch flach nach außen ein. Der abgeschreckte Rand des Ben Buie Gabbros hat wie die Cone sheets auf Mull die Zusammensetzung eines tholeiitischen Basalts – was eine Verwandtschaft nahelegt.
Die Gabbros besitzen eine Kumulatstruktur, wobei die einzelnen Lagen in ihren Mineralgesellschaften von Olivin-beherrschten Peridotiten über typische Olivin-Gabbros hin zu Plagioklas-beherrschten Troktolithen und Bytownit-Troktolithen variieren können. Chromspinell-reiche Lagen sind in ultramafischeren Lithologien gewöhnlich vorhanden. Bailey und Kollegen (1924) definierten im Beinn Bheag Gabbro je nach Korngröße und Mineralanteilen verschiedene Fazies. Sie etablierten auch eine mit felsischem Material veraderte Randfazies sowie eine brekziierte Fazies.
Xenolithen sind in den Gabbrointrusionen häufig, darunter gleichartige Gesteine wie Peridotit, Gabbro, Troktolith usw. (diese Gesteine sind im Wesentlichen unverändert und auch nicht rekristallisiert). Es finden sich aber auch Gesteine mit körnigem Gefüge unter den Xenolithen. Es wird vermutet, dass es sich hierbei um sehr stark rekristallisierte, früh-geformte Teile der Intrusion handelt, womöglich aber auch um Basaltlaven des Nebengesteins.
Beide Gabbros wurden anschließend von verschiedenen Cone sheets mafischer bis saurer Zusammensetzung durchsetzt, welche bereits dem Intrusionszentrum 2 angehören.

##### Die Loch Uisg Granit-Gabbro-Intrusion

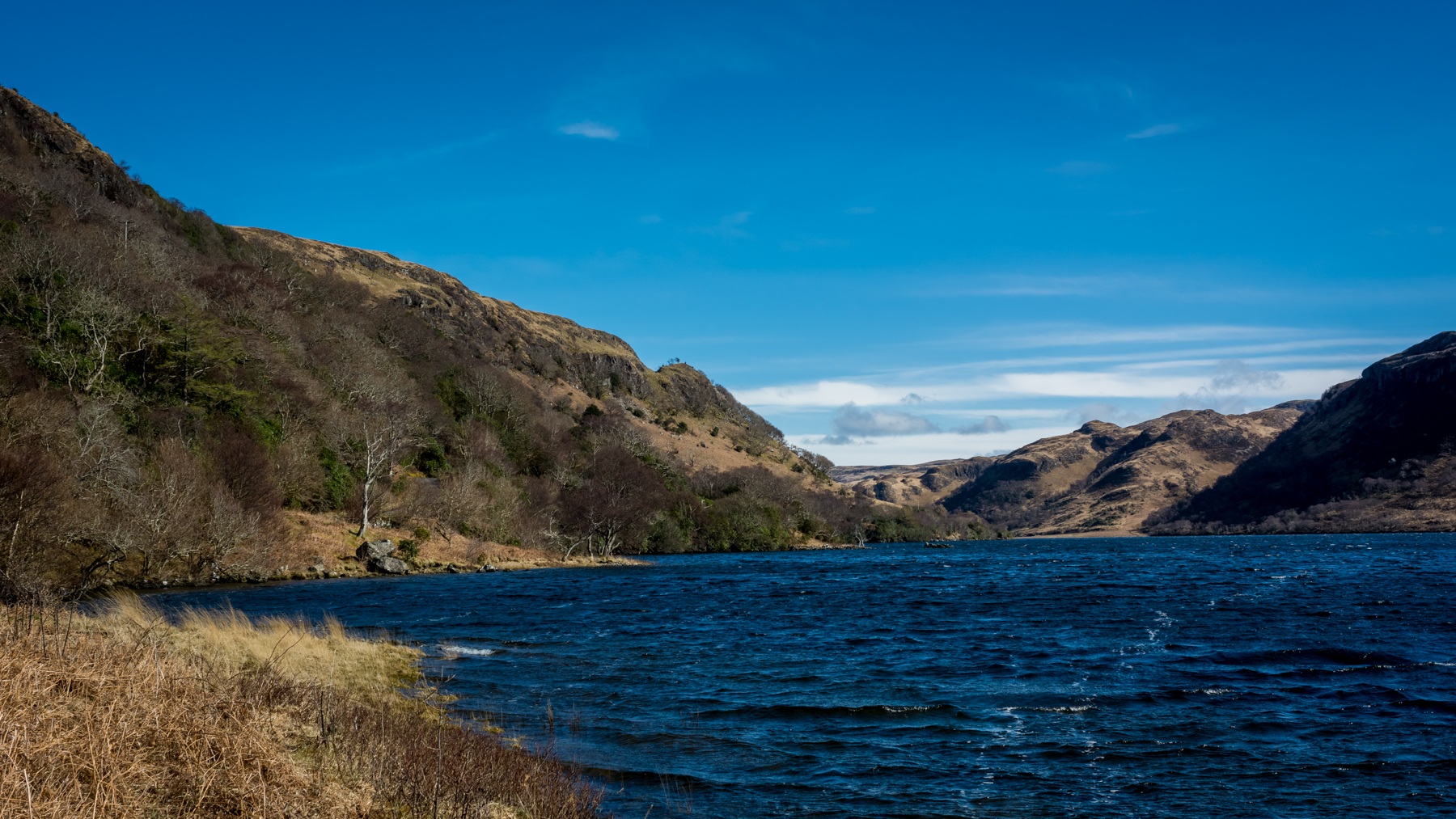
Der Loch Uisg

Die Intrusion am Loch Uisg besteht aus zwei deutlich voneinander abgesetzten Lithologien. Die Gabbrokomponente – der Loch Uisg Gabbro – bewegt sich zwischen einem Olivingabbro und einem Olivindolerit, wohingegen der Granit – der Loch Uisg Granite bzw. Loch Uisg Granophyre – ein gut entwickeltes granophyrisches Gefüge ausgebildet hat und darüber hinaus sehr ernsthaft hydrothermal angegriffen wurde. Im Übergangsbereich der beiden Lithologien stehen hybride Gesteine an, welche durch Magmenvermischung (engl. magma mixing) entstanden waren.
Die Intrusion ist unsymmetrisch angeordnet und besitzt anscheinend die Geometrie eines in Laven eingedrungenen, flachliegenden Schichtkörpers. Jedoch fällt am Westende des Lochs der Hangendkontakt des Granits steil nach Norden ein. Am Ostende der Intrusion bestehen Teile des Dachs aus vulkaniklastischen Brekzien, zu sehen bei Barachandroman. Tonreichere Partien im Dachbereich sind thermisch verändert und vollkommen rekristallisiert worden.
Die Platznahme der Loch Uisg-Intrusion erfolgte nach Bildung des Ringfaltengürtels und der Explosionsbrekzien im Glen More Centre. Weniger eindeutig ist die zeitliche Stellung im Vergleich zu den frühen mafischen Cone sheets (EBCS), da die Intrusion von manchen Cone sheets durchdrungen wird, jedoch andere wiederum durchschlägt. Insgesamt lässt sich jedoch sagen, dass die Intrusion eine relativ späte Komponente im Glen More Centre darstellt.

#### Zentrum 2 – Beinn Chaisgidle

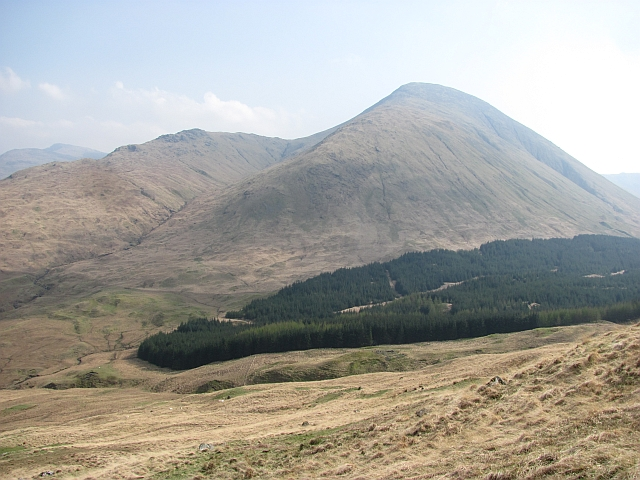
Der 762 Meter hohe Beinn Talaidh ist der höchste Berg im Zentralkomplex und östlicher Nachbargipfel des Beinn Chaisgidles

Vom Glen More Centre wanderte der Fokalpunkt der magmatischen Tätigkeiten 4 Kilometer nach Nordnordwesten zum Beinn Chaisgidle. Das Beinn Chaisgidle Centre wird von dünnen, steil nach außen einfallenden Ringgangintrusionen sowie von nach innen geneigten basaltischen und doleritischen Cone sheets beherrscht. Die Ringgangintrusionen haben basaltische bis rhyolithische Zusammensetzung.

##### Cora-beinn Gabbro
Der Cora-beinn Gabbro ist die westlichste der Gabbromassen auf Mull und liegt überwiegend (jedoch nicht vollständig) außerhalb der Ringverwerfung der frühen Caldera. Er ist lagig aufgebaut und fällt mit 25° bis 80° nach Nordost ein. Der Gabbro gehört möglicherweise noch als Spätkömmling zum Zentrum 1, da er aber frühe mafische Cone sheets durchschneidet, welche ihrerseits den Ben Buie Gabbro intrudieren, wird er vorsichtshalber zum Zentrum 2 gestellt.

##### Ringgänge
Die Ringgänge haben normalerweise eine saure Zusammensetzung und besitzen steil einfallende Ränder. Ihre Mächtigkeiten variieren zwischen 50 und 500 Meter. Petrologisch reicht ihre Bandbreite von grobkörnigen Gesteinen wie Graniten über Mikrograniten bis hin zu Rhyolithen. Mafische Ringgänge mit Gabbros bis hin zu Doleriten sind wesentlich seltener. Einige Ringgänge sind kompositer Natur und auch sie überdecken saure bis mafische Zusammensetzungen, zeigen aber keine offensichtlichen, internen Kontakte.

##### Glen More Ring-dyke
Der Ringgang vom Glen More ist wahrscheinlich das beste Beispiel einer steil einfallenden, in ihrer Zusammensetzung hybriden Intrusion in der Hebridean Igneous Province (Hebriden-Magmenprovinz). Der Ringgang steht nördlich vom Fluss im Glen More bis zum Gipfel des Cruach Choireadail an – mit einer Denivellation von 500 Meter. Zum Hangenden verändert sich seine Zusammensetzung von einem Olivingabbro über Diorit hin zu einem etwas melanokratischen Mikrogranit. Die primäre Mineralogie ist zum großen Teil von sekundären Hydrothermalmineralen ersetzt worden. Im Zentrum 2 dürfte der Ringgang zweifellos am geeignetsten sein, um Differentiationsprozesse und generell die Entstehung eines Ringgangs zu studieren. Bailey und Kollegen (1924) und auch Koomans und Kuenen (1938) interpretierten die vertikale Änderung der Zusammensetzung als Ergebnis einer aufgrund von Schmelze-Kristallfraktionierung an Ort und Stelle stattfindenden Differentiation. Arthur Holmes (1936) und Fenner (1937) kamen jedoch zu dem Ergebnis, dass die Diorite aus der Vermischung von sauren und mafischen Magmen entstanden waren.

##### Cone-sheets
Die mafischen Intrusionen bauen sich gewöhnlich aus nach innen einfallenden Cone-sheets aus Basalt und Dolerit auf, welche an gewissen Stellen von einem Netzwerk aus wieder aufgeschmolzenen, sauren Ringgängen, in die sie intrudiert waren, überzogen wurden. Die Cone-sheets sind üblicherweise weniger als 10 Meter dick und fallen nach innen zu einem Fokalpunkt unter dem Beinn Chaisgidle mit 20° bis 50° ein. Aus diesem Grund ergeben sich im gesamten Zentrum 2 zwischen den typisch sauren Ringgängen und den mafischen Cone-sheets komplizierte Lagerungsverhältnisse. Dies kann am Bach Allt Molach im Glen More sehr schön eingesehen werden.
Die abschließende, finale Intrusionsphase im Zentrum 2 war die Platznahme der Quarzdolerite, aus denen die Late Basic Cone-sheets bestehen. Letztere drangen selbst dann noch auf, als sich der Fokalpunkt der Intrusion nach Nordwesten zum Loch Bà verlagerte und das Zentrum 3 heranreifte. Folglich stellen die LBCS gleichzeitig die früheste Intrusionsphase im Zentrum 3 dar.

#### Zentrum 3 – Loch Bà
Das Loch Bà Centre sah die Herausbildung der Late Caldera (späten Caldera). Es liegt am Südostende des Loch Bàs, etwa 3 Kilometer nordwestlich des Zentrums 2.

##### Späte mafische Cone sheets
Die bereits vorhin angesprochenen späten mafischen Cone-sheets (LBCS) überdecken sowohl das Zentrum 2 als auch das Zentrum 3. Dies lässt sich eindeutig an magmatischen Intrusionen ablesen, welche beiden Intrusionszentren angehören und entweder die Cone sheets durchdringen oder aber von ihnen durchzogen werden. Cone sheets, die unzweifelhaft mit dem Zentrum 3 verknüpft sind, reihen sich symmetrisch entlang einer Nordwest gerichteten Achse auf, in etwa parallel zur Längserstreckung des Loch Bàs. Stellenweise erreichen die Cone sheets eine sehr hohe Aufschlussdichte, so dass nur noch sehr wenig Nebengestein vorhanden ist. Die zentrale Heraushebung muss daher beträchtlich gewesen sein.

##### Glen Cannel Granite
Der Glen Cannel Granite war die erste bedeutende, saure Intrusion im Zentrum 3. Der schwach alkalische Granit bildet eine ovale, domartige, nach Nordwesten ausgelängte Masse. Die Intrusion ist sehr reich an Gaskammern, die jetzt als Drusen vorliegen. Sie ist vorwiegend im abgesunkenen Block innerhalb des Loch Bà Ring-dykes – einem Ringgang – erhalten. Der Granit durchdringt zahllose LBCS innerhalb des zentral eingesunkenen Blocks, er selbst wird jedoch im Südosten außerhalb des Blocks von ganz ähnlichen Cone sheets durchdrungen. Augenscheinlich war es zu einer Überlappung bei den Intrusionsereignissen gekommen, es ist aber auch durchaus möglich, dass der Granit aus verschiedenen Intrusionen zusammengesetzt ist oder dass die Cone-sheets mehrphasig auftraten. Der Dachbereich des Granits wird teilweise von Vulkaniklastika, von Quarzdoleritmassen und von intrusiven Felsiten eingenommen. Die Anordnung der Felsite an den Rändern des Granits lässt sie als eine abgeschreckte Fazies erscheinen – dem widersprechen jedoch die Aufschlüsse südlich des Loch Bàs an der Ostseite des Bith Beinns und des Creag Dubhs, die einen scharfen intrusiven Kontakt mit den Felsiten dokumentieren.

##### Beinn a'Ghraig Granite und Knock Granite

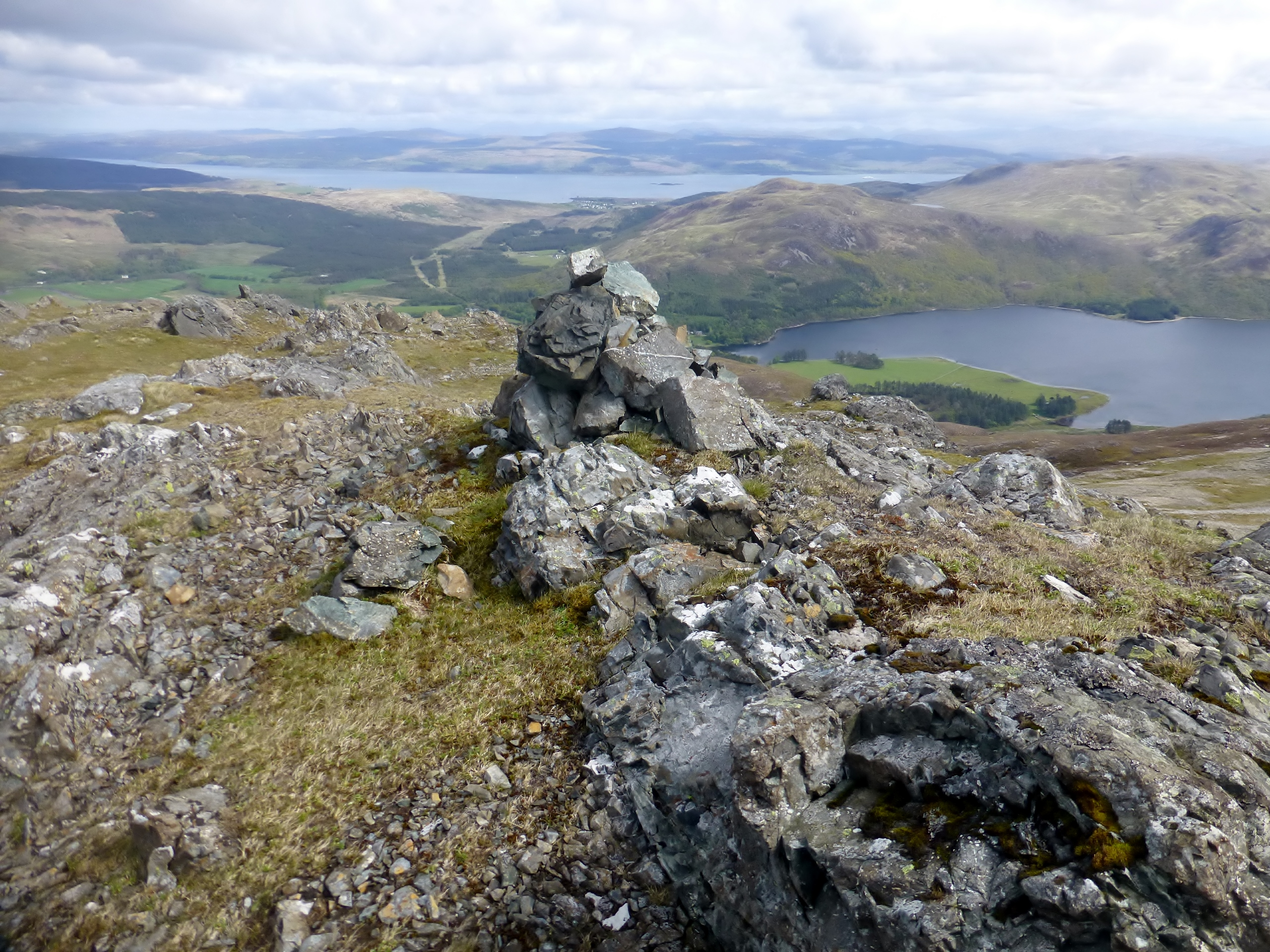
Der Westgipfel des Beinn a'Ghraigs mit dem Beinn a'Ghraig Granite. Der Blick geht nach Norden hinunter zum Loch Bà und weiter zum Sound of Mull und nach Morvern.

Der Beinn a'Ghraig Granite (Granit bzw. Granophyr oder Mikrogranit) liegt außerhalb des Ringgangs vom Loch Bà, an dessen Nordwestrand. Petrographisch ähnelt er dem Glen Cannel Granite, er wird aber als jünger eingestuft, da er am Beinn a'Ghraig die LBCS intrudiert, jedoch selbst nur in ein, zwei Fällen von diesen Cone sheets durchsetzt wird.
Der Knock Granite hat ein ähnliches Alter wie der Beinn a'Ghraig Granite. Er stellt eine 50 bis 300 Meter breite, granitische Masse dar, die steil einfällt und ausgelängt ist. Der Granit wird vom Nordwestrand der Beinn a'Ghraig-Intrusion durch eine Wand von basaltischen Hornfelslaven abgetrennt.
Vergleichbare und wahrscheinlich auch verwandte Ringintrusionen aus Granit, Diorit und Hybridgesteinen erscheinen im Nordosten vom Loch Bà, in der Nähe der Anhöhen von Toll Doire, Maol Buidhe und Killbeg. Auch wenn die Nebengesteinslaven von den LBCS durchsetzt wurden und als Hornfelse vorliegen, sind sie dennoch nicht intensiv verfaltet oder anderweitig tektonisiert worden. Es darf daher schlussgefolgert werden, dass die Granitmagmen auf passive Weise aufgedrungen waren – bedingt wahrscheinlich durch eine Kombination aus Subsidenz und Stoping (aktives Unterströmen).

##### Loch Bà Ring-dyke
Dieser Ringgang ist die abschließende saure Hauptintrusion des Zentrums 3. Der Ringgang hat einen Außendurchmesser von 8 Kilometer und eine Breite, die von maximal 400 Meter auf Null zurückgeht. An letzteren Stellen gibt sich die Spur der Ringverwerfung nur noch durch brekziierte Nebengesteine zu erkennen. Generell sind die Ringgänge so gut wie vertikal, auf der Nordwestseite sind auch steiles Einfallen nach außen zu beobachten. Der Loch Bà Ring-dyke wird von Gängen des Nordwest-streichenden Gangschwarms gequert, wird aber nicht von Cone sheets beeinträchtigt – und ist somit einzigartig unter den Hauptintrusionen des Zentralkomplexes von Mull.
Die Ringgangintrusion wurde erstmals von Bailey und Kollegen im Jahr 1924 beschrieben, ihre Petrologie und ihre Entstehung wurden dann von Skelhorn (1966) und Sparks (1988) untersucht. Die späteren Untersuchungen erkannten den hybriden Charakter der Intrusion mit einem dominanten Rhyolith. Der Rhyolith enthält seltene Phänokristalle an natriumreichen Plagioklas, Sanidin, Fayalit, Magnetit, Ilmenit und Zirkon. Zugegen sind auch Einschlüsse (weniger als 10 Zentimeter lang) aus mafischem Material arm an Phänokristallen – mit der Zusammensetzung Ferrobasalt bis Dazit. Die Einschlüsse nehmen weniger als 10 % des Ringgangs in Anspruch, sie sind meist glasig und von abgerundeter bis linsenhafter Gestalt – wobei die Linsen markant ausgefranste Enden aufweisen. Der Rhyolith ist teilweise entglast, auffallend fließgebändert und seine eutaxitischen Fiamme verweisen auf seinen pyroklastischen Ursprung. Zusammen genommen deuten die glasige, hybride Natur der Intrusion (selbst noch an ihrer maximal 400 Meter breiten Stelle) sowie typisch verschweißte Tuffstrukturen auf eine Magmenmischung während der Eruption des pyroklastischen Materials hin. Der Akkomodationsraum für die Intrusion wurde wahrscheinlich durch eine Kombination aus Gasbrekziierung und zentraler Subsidenz geschaffen – bei letzterer hatte sich aber der bestehende Block innerhalb des Ringgangs nur geringfügig abgesenkt.

## Hydrothermalismus und dadurch bedingte metamorphe und metasomatische Veränderungen
Die Herausbildung des Zentralkomplexes hatte ein bedeutendes hydrothermales Zirkulationssystem in den umgebenden Laven induziert. Der Hydrothermalismus bewirkte in der Lavenabfolge eine Zonierung von mineralischen Veränderungen. Im Innersten legte sich um den Zentralkomplex eine Grünschiefer-Fazieszone, auf die sich weiter außen eine Zeolith-Fazieszone anschloss. Letztere verlor mit zunehmender Entfernung vom Zentralkomplex an Intensität.
Die Grünschieferzone im Inneren erfuhr eine intensive Pneumatolyse. Sie gliedert sich in eine innere, zwischen 3 und maximal 6 Kilometer breite Epidot-Zone gefolgt von einer durchschnittlich nur 1,5 Kilometer breiten Prehnit-Zone. Innerhalb der Grünschieferzone liegt beispielsweise der Ben More.
Die Zeolith-Fazieszone beginnt am Fuß des Lavenstapels mit einer Laumontit-Zone gefolgt von einer Mesolith-Zone. Weiter im Hangenden folgen dann eine Analcim-Natrolith-Zone und eine Chabasit-Thomsonit-Zone. Diese beiden letzteren Zonen sind aber jetzt erosiv entfernt. Im Niveau der Analcim-Natrolith-Zone trat unterhalb der Calderawände noch eine Karbonat-Zone auf, die aber ebenfalls nicht mehr vorhanden ist. Im Bereich unterhalb der mittlerweile wegerodierten Caldera waren einst Fumarolen tätig. Praktisch unverändert waren die Basaltlaven nur in ihren obersten hunderten von Metern.

## Petrologie und Geochemie
Das paläogene Vulkangebäude im Südosten Mulls ist einer der zerschnittendsten und best aufgeschlossenen Magmenkomplexe in der Nordatlantischen Magmatischen Großprovinz. Neue geochemische Ergebnisse erlauben, die magmatische Entwicklung innerhalb des Mull-Vulkans in vier aufeinanderfolgende Magmentypen zu differenzieren – ausgehend von den ältesten Laven über die Intrusivgesteine der drei Intrusionszentren bis hin zu den jüngsten Gängen.
Der erste Magmentyp – die Mull Plateau Group (MPG) – umfasst leicht alkalische Basaltgesteine mit steilen Mustern in den Chondrit-normalisierten Seltenen Erden (REE). Dieser Typus wird vom Magmentyp Coire Gorm (CG) abgelöst, der sich innerhalb der Lavenabfolge und in den Gangschwärmen durch im Wesentlichen flache Muster bei den REE auszeichnet. Der dritte Magmentyp innerhalb der Laven und der Gänge ist der Typus Central Mull Tholeiites (CMT). Er ist im Vergleich zu den beiden vorangegangenen Typen wesentlich mehr an inkompatiblen Spurenelementen abgereichert. Seine REE-Muster sind flach und außerdem auch an leichten Seltenen Erden (LREE) abgereichert. Die Hauptintrusionen und die Cone sheets des Intrusivzentrums 1 und das frühe Intrusivzentrum 2 gehören ebenfalls diesem Magmentyp an. Auf halbem Weg durch die Magmentätigkeiten des Intrusivzentrums 2 änderte sich der Typus. Er wurde jetzt reicher an Alkalien und angereicherter an inkompatiblen Spurenelementen. Dieser letzte Magmentyp des Typus Late Mull (LM) wird während der Gesamtdauer des Intrusivzentrums 3 und auch noch in den jüngsten Gängen angetroffen.
Die Veränderungen in den Magmenzusammensetzungen entstanden durch Unterschiede in der Mantelquellregion, durch Tiefenunterschiede des partiellen Aufschmelzens unterhalb von Mull und/oder durch Effizienzunterschiede in der Schmelzenspeicherung vor dem weiteren Aufstieg durch die Lithosphäre. Mit Ausnahme des Staffa-Subtyps (Teil der Mull Plateau Group) veränderte sich im Laufe der Zeit die Tiefenlage der Magmenkammern aus dem Unterkrusten- (in Gneisen des Lewisiums) hoch ins Oberkrustenniveau (in Schiefern des Moinians). Intermediäre Vertreter der Mull Plateau Group und des Late Mull-Magmentyps sind gegenüber den Central Mull Tholeiites an Eisen, Titan und Phosphor angereichert. Der Unterschied erklärt sich aus der alkalireicheren Natur dieser Magmenfolgen, aus ihrem niedrigeren Sauerstoffpartialdruck fO2 und aus der Bildung von Fe3+-P-Komplexen im Magma.
Die intermediären Gesteine auf Mull sind aufgrund von zwei unterschiedlichen Arten von Magmenvermischungen wichtig: einerseits wegen der kryptischen Vermischung (engl. mixing) zwischen Basalten und eisenarmen intermediären Magmen – bezeichnend für Laven und frühe mafische Cone sheets des Central Mull Tholeiite-Magmentyps – und andererseits beobachtbare Magmendurchdringung (engl. mingling) zwischen rhyolithischen Magmen und eisenreichen intermediären Magmen des Late Mull-Typs – wie dies die Magmenkörper vom Glen More und vom Loch Bà-Ringgang veranschaulichen. Ausschlaggebend für die Auswahl des Mischvorgangs war anscheinend der Dichteunterschied der jeweiligen Magmen.

### Mull Plateau Group
Die Laven der Mull Plateau Group (MPG) bilden eine transitionelle tholeiitisch-alkalische Magmenserie, deren Zusammensetzung von magnesiumreichen Basalten (mit 14 Gewichtsprozent MgO) bis hin zu Trachyten reicht. Neben Basalten treten somit auch Hawaiite, Mugearite, Benmoreite und schließlich Trachyte unter den Lavaflüssen auf. Ihr recht weit gestreuter SiO2-Gehalt variiert folglich zwischen 43 (pikritischer Basalt) und nahezu 59 Gewichtsprozent (Trachyt). Der Gehalt an Gesamtalkalien (Na + K) schwankt zwischen 2,0 und nahezu 12,0 Gewichtsprozent.
Die Basalte und Hawaiite der MPG besitzen Ti/Zr-Verhältnisse, die unter 105 liegen sowie ein Verhältnis (Sm/Yb)cn (Chondrit-normalisiert) zwischen 1,6 und 3,5. Ihr Ti/Zr-Verhältnis ist generell niedriger als bei den Coire Gorm-Laven, überlappt aber mit den Central Mull Tholeiites.
Nach Andrew C. Kerr und Kollegen können die Laven in 9 Magmenuntertypen unterteilt werden:
- Staffa Untertyp I - tholeiitische Basalte mit MgO kleiner 8 Gewichtsprozent und Ba/Nb > 15
- Untertyp II - Mugearite niedrig an Yttrium mit MgO 3 bis 4 Gewichtsprozent und Y < 20 ppm
- Untertyp III - an Spurenelementen angereicherte Basalte, insbesondere an inkompatiblen Spurenelementen
- Untertyp IV - Basalte mit hohem MgO (mehr als 9 Gewichtsprozent) und hohem Ba/Nb >> 15
- Untertyp V - Basalte mit hohem MgO aber niedrigem Ba/Nb < 15
- Untertyp VI -Basalte-Hawaiite mit MgO 4 bis 9 Gewichtsprozent und relativ niedrigem Ba/Nb < 25
- Untertyp VII - Basalte-Hawaiite mit MgO 4 bis 9 Gewichtsprozent und hohem Ba/Nb > 25
- Untertyp VIII - Mugearite mit MgO 3 bis 4 Gewichtsprozent und 6 bis 8 Gewichtsprozent Alkalien
- Untertyp IX - Benmoreite-Trachyte mit MgO kleiner 3 Gewichtsprozent und mehr als 8 Gewichtsprozent Alkalien

### Coire Gorm-Laven
Die Coire Gorm-Basalte, abgekürzt CG, sind in ihren Hauptelementen ähnlich der Mull Plateau Group, jedoch in ihrem SiO2-Gehalt wesentlich eingeschränkter und reichen nur von 44 bis 48 Gewichtsprozent. Ihre Gesamtalkalien sind auf 1,9 bis 3,3 Gewichtsprozent reduziert. Die Seltenen Erden zeigen wesentlich flachere Muster und das Verhältnis Ti/Zr liegt über 100. Die CG-Magmengruppe besteht vorwiegend aus Basalten und einigen Pikrobasalten.

### Central Mull Tholeiites
Die Central Mull Tholeiites, abgekürzt CMT, sind in ihrer Zusammensetzung etwas weniger eingeschränkt als die Coire Gorm-Laven, erreichen aber keinesfalls die Bandbreite der Mull Plateau Group. Sie bestehen vorwiegend aus tholeiitischen Basalten und sehr seltenen basaltischen Andesiten. Ihr SiO2-Gehalt reicht von 46 bis 52 Gewichtsprozent, die Gesamtalkalien reichen von 2,5 bis 4,8 Gewichtsprozent. Die Tholeiite haben generell höhere CaO-Gehalte und sind im Vergleich zu MPG und CG an inkompatiblen Spurenelementen abgereichert. Ihr Ti/Zr-Verhältnis übersteigt ebenfalls 100, (La/Sm)cn variieren zwischen 0,6 und 1,5 und (Sm/Yb)cn liegt unterhalb von 1,9.

### Cone sheets
Die Cone sheets sind mit den drei Intrusivzentren assoziiert. Sie können in vier Grundtypen unterteilt werden:
- Early Basic Cone Sheets (EBCS) – frühe mafische Cone sheets
- Early Acidic Cone Sheets (EACS) – frühe felsische Cone sheets
- Late Basic Cone Sheets (LBCS) – späte mafische Cone sheets
- Late Acidic Cone Sheets (LACS) – späte felsische Cone sheets.

Die EBCS erscheinen im Intrusivzentrum 1 und 2, die EACS jedoch nur im Intrusivzentrum 1. Die LBCS und auch die LACS beschränken sich auf die Intrusivzentren 2 und 3. Die EBCS schwanken in ihrem SiO2-Gehalt von 46,8 bis 52,6 Gewichtsprozent, die EACS jedoch von 59,2 bis 72,1 Gewichtsprozent. Die LBCS registrieren 49,3 bis 51,6 Gewichtsprozent SiO2, sie sind also wesentlich enger verteilt als die EBCS. Die LACS variieren zwischen 51,9 und 59,5 Gewichtsprozent SiO2 und liegen somit weit unterhalb der EACS.

### Hauptintrusionen
Die Hauptintrusionen und Ringgänge überdecken in ihren SiO2-Gehalten nahezu die gesamte bestehende Bandbreite im Zentralkomplex, sie variieren von 47,5 bis 76,7 Gewichtsprozent. Ihre Alkalien (Na + K) schwanken dabei von 2,7 bis 9,2 Gewichtsprozent.
Die Hauptintrusionen im Zentralkomplex bestehen vorwiegend aus Ringgängen und intrusiven magmatischen Stöcken. Ausgenommen den lagigen Gabbros vom Ben Buie und vom Corra-bheinn sowie den Augitdioriten von An Cruachan und Gaodhail sind die restlichen Hautintrusionen entweder granitischer Natur oder es handelt sich um Mischkörper mit einer bedeutenden granitischen Komponente. Detaillierte petrologische Untersuchungen gliederten die Granite in zwei Varietäten – frühe Granite und späte Granite. Die frühen Granite gehören zum Intrusivzentrum 1, die späten Granite jedoch zu den Intrusivzentren 2 und 3. Die späten Granite haben im Vergleich zu den frühen Graniten hohes Na2O, Al2O3, MnO, Zr, Y und Nb, jedoch niedriges CaO, P2O5, TiO2, Sr, V, (Ce/Yb)cn und initiales 87Sr/86Sr.
Offenkundige Trends und eine signifikante Überlappung in den Kompositionsfeldern der Granite und der felsischen Cone sheets der Zentren 1 und 2 legen nahe, dass die frühen und späten Granite zu ihren jeweiligen felsischen (und auch mafischen) Cone sheet-Magmen petrochemisch verwandt sind – was sich durch fraktionierte Kristallisation und unterschiedlich starke Kontamination mit Krustenanteilen des Moinians und des Lewisians erklären lässt. Die felsischen Magmen des Intrusivzentrums 1 dürften hierbei am stärksten (im Vergleich zu Intrusivzentren 2 und 3) mit Krustenmaterial kontaminiert sein (höchstes Initialverhältnis 87Sr/86Sr), die Magmen des Intrusivzentrums 2 am wenigsten (niedrigstes Initialverhältnis 87Sr/86Sr).
Die Kristallisationsabfolge verlief in den frühen Magmen (vorwiegend im Zentrum 1) von anfänglichem Plagioklas, Pyroxen und etwas Olivin weiter zu Eisen-Titanoxiden, die bei rund 4 Gewichtsprozent MgO einsetzen, gefolgt schließlich von Apatit bei etwa 3 Gewichtsprozent MgO. Bei den späten Magmen des Zentrums 2 und 3 verzögerte sich der Kristallisationsbeginn der Eisen-Titanoxide bis 3 Gewichtsprozent MgO und der von Apatit bis 2 Gewichtsprozent MgO.
Der Ringgang von Glen More des Intrusivzentrums 2 wird jetzt eindeutig einer Magmenmischung zugeordnet, wobei ein residuelles dioritisches Magma von einem darunterliegenden granophyrischen Magma intrudiert worden war. Die intermediären Gesteine zeigen ein fleckiges Aussehen und lassen vermuten, dass der Mischprozess nicht lebhaft genug war und daher unvollendet blieb. Drei essentielle Beobachtungen unterstützen diese Mischtheorie. Einmal hat der abgeschreckte obere Abschnitt des Granophyrs dieselbe Zusammensetzung – was für eine aktive Intrusion des granophyrischen Magmas in den Ringgang plädiert und eine in situ-Differenzierung negiert. Ferner weisen die intermediären Gesteine die bereits erwähnte fleckige, heterogene Ausbildung auf. Und schließlich zeigen Klinopyroxen- und Plagioklaskristalle im Kontaktbereich mit den Granophyren in dioritischen Enklaven Resorptionstexturen.
Der Loch Bà Ring-dyke mit seinen dunklen, glasigen Gesteinen überspannt in seiner Zusammensetzung das Ferrodioritfeld (mit rund 53 Gewichtsprozent SiO2 und rund 19 Gewichtsprozent Fe2O3) bis hin zum Rhyolithfeld (mit rund 71 Gewichtsprozent SiO2). Das Auftreten von Ferrodioriten mit meist sehr hohen Gehalten an TiO2 platziert den Loch Bà Ring-dyke in dieselbe petrogenetische Stellung wie die restlichen Magmatite des späten Intrusivzentrums 2 und des gesamten Intrusivzentrums 3. Im Wesentlichen einschlussfreie Rhyolithe vom Loch Bà haben einen SiO2-Gehalt von 70 bis 76 Gewichtsprozent und sind daher in ihrer Zusammensetzung vergleichbar mit sauren Cone sheets und Graniten der Zentren 2 und 3.
Die späten Granite des Intrusivzentrums 3 besitzen unter allen drei Zentren den höchsten Differentiationsgrad. Niedrige Gehalte an Barium und K2O lassen vermuten, dass ihre Magmen möglicherweise bereits Alkalifeldspat absonderten. Am stärksten fraktioniert überhaupt ist ein Gang des Toll-Doire-Granits (SiO2-Gehalt 74,6 bis 76,7 Gewichtsprozent), der mit dem Hauptteil des Beinn a’ Ghraig-Granophyrs assoziiert ist. Eine der Proben vom Toll-Doire-Granit besticht durch einen sehr niedrigen Gehalt an Zirconium und deutet daher bei einem derart erhöhten Fraktionierunsgrad gar auf eine Absonderung von Zirkon hin.
Die späten Cone sheets und späten Granite sind alkalischer und plotten meist oberhalb der Alkali-Tholeiit-Grenzlinie – ganz im Gegensatz zu den frühen Cone sheets und den mit ihnen assoziierten frühen Graniten, die meist unter die Grenzlinie fallen.

### Gangintrusionen
Die Gangintrusionen sind in ihren SiO2-Gehalten relativ eingeschränkt und schwanken zwischen 47,0 und 53,4 Gewichtsprozent, ihre Gesamtalkalien (Na + K) von 3,2 bis 7,8 Gewichtsprozent.
Der regionale Gangschwarm auf Mull ist einer der bedeutendsten in den Hebriden. Er dehnt sich nach Südosten aufs schottische Festland und nach Nordengland aus, im Nordwesten erreicht er die Äußeren Hebriden. Auf Mull wurde die Struktur, die geographische Verteilung und der Platznahmemechanismus der Gänge beispielsweise von Jolly und Sanderson im Jahr 1995 untersucht. Die Autoren konnten zeigen, dass die durchschnittliche Dicke der Gänge, vor allen Dingen aber ihre Zwischenräume untereinander mit zunehmenden Abstand vom Mull Central Complex anwachsen – ganz in Übereinstimmung mit einer Verringerung der Krustendehnung von 21 auf nur noch 2 %. Mafische Gänge treten überall im Gangschwarm auf, jedoch sind felsische Gänge (Felsite, Quarzporphyre und Trachyte) vorwiegend im direkten Umfeld des Intrusionskomplexes kantonniert. Wie Aufschlüsse erkennen lassen, haben sich die Gangintrusionen während der gesamten tertiären Magmenaktivitäten auf Mull über ereignet.
Die Petrographie und die Zusammensetzung der Gänge auf Mull gibt zu erkennen, dass eine Mehrheit den Magmentypen Mull Plateau Group und Central Mull Tholeiites angehört – mit einer wesentlich kleineren Anzahl vom Coire Gorm-Typus.
Die Gänge vom Magmentyp Mull Plateau Group haben gewöhnlich niedrige Gehalte an MgO (4 bis 6 Gewichtsprozent), Nickel (<100 ppm) und Chrom (<60 ppm), jedoch hohe Werte an Fe2O3 (bis zu 17 Gewichtsprozent) und TiO2 (bis zu 3,4 Gewichtsprozent). Mit Ausnahme hawaiitischer Proben sind die die meisten Gänge im Vergleich zu primitiven Mantel an Niob verarmt. Die Gänge des Coire Gorm-Typus haben mit 6 bis 7 Gewichtsprozent einen etwas höheren Gehalt an MgO, einen gemäßigten Fe2O3-Gehalt (12 bis 14 Gewichtsprozent) sowie eine relative Abreicherung an Niob. Unter den Gängen des Central Mull Tholeiite-Typus sind zwar mit bis zu 11 Gewichtsprozent MgO sehr an Magnesium angereicherte Proben vorhanden, normal sind jedoch MgO-Gehalte von 7 bis 8 Gewichtsprozent; Nickel kann bis zu 250 ppm und Chrom bis zu 550 ppm erreichen. Außerdem ist der Niob-Gehalt der CMT-Gänge mit weniger als 4 ppm Niob sehr niedrig.
Chemische Analysen der mit Mull in Zusammenhang stehenden tertiären Gänge in Südschottland und in Nordengland – darunter auch die gestaffelte Cleveland-Gangfolge – legen ihren CMT-Charakter offen. Diese tholeiitischen Basalte sind an LREE angereichert und ihre Chondrit-normalisierten HREE-Muster sind im Wesentlichen flach. Die Gänge manifestieren hohe Initialverhältnisse von 87Sr/86Sr (bis zu 0,7123) und erwecken den Anschein einer extensiven Kontamination mit Metasedimenten des Moinians. Sie sind folglich den Early Basic Cone Sheets des Intrusivzentrums von Mull gegenüber sehr ähnlich und stammen womöglich aus demselben Magmenreservoir. Ungefähr 85 Kubikkilometer an basaltischem Magma wurden bis zu einer Entfernung von 400 Kilometer vom Intrusivzentrum aus seitwärts injiziert. Eine denkbare Ursache hierfür ist der Calderaeinsturz im Intrusionszentrum 1. Berechnungen unterstützen diese Vermutungen, denn sie zeigen, dass die benötigte, aus dem Einsturz resultierende Magmenmenge unterhalb der Caldera in etwa dem Volumen der Cleveland-Gangfolge entspricht.

### Kleinintrusionen
Die Kleinintrusionen bewegen sich in ihren SiO2-Gehalten von 45,5 bis 62,5 Gewichtsprozent, ihre Gesamtalkalien schwanken zwischen 2,6 und 9,2 Gewichtsprozent.
Die Kleinintrusionen treten als wenig beachtete Stöcke und Schlotfüllungen im Norden Mulls und auch in Morvern auf. Wie im Gelände zu erkennen ist, handelt es sich bei diesen Intrusivkörpern sehr wahrscheinlich um Förderwege innerhalb der Lavenabfolge. Die Zusammensetzung vieler dieser Intrusionskörper ist den CMT- und den Plateau Group-Laven sehr ähnlich.
Trotz ausgiebiger metamorpher Kontakthöfe haben mehrere der Intrusionskörper Zusammensetzungen, die in der Lavenabfolge nicht verwirklicht sind. Bei einigen handelt es sich um eisenarme Benmoreite und Trachyte, die differenzierten Laven auf Skye ähneln. Gleichzeitig stehen die eisenarmen Kleinintrusionen den EACS (frühen sauren Cone sheets) auf Mull nahe. Diesen vergleichbar handelt es sich bei den Stöcken wahrscheinlich um fraktionierte Absonderungen eines CMT-Magmas.
Die Mehrzahl der sehr mafischen Intrusivstotzen (engl. plugs, wörtlich „Stöpsel“) zeigt gewisse Ähnlichkeiten mit dem Beinn Dearg More-Magmentyp auf Skye, welcher seinen Ausdruck in an inkompatiblen Spurenelementen angereicherten Gängen des dortigen Spätstadiums findet. Die mafischeren Kleinintrusionen Mulls sind aber im Vergleich zum Beinn Dearg More-Magmentyp wesentlich weniger an inkompatiblen Spurenelementen angereichert und sind auch weniger alkalisch. Dafür zeigen sie eine Tendenz hin zur Eisenanreicherung, die im Beinn Dearg More-Typus nicht zu beobachten ist. Ihre Spurenelementanreicherung (in Relation zu den CMT-Magmen) erinnert aber an den Late Mull-Magmentypus, wie er in den LBCS (späten mafischen Cone sheets) und in den späten Gängen Mulls auftritt. Laut Kerr (1997) waren auch noch Laven des Late Mull-Magmentypus ausgeflossen, wurden aber im Hangenden der Lavenabfolge wieder abgetragen.
Einige Kleinintrusionen des Late Mull-Magmentypus besitzen MgO-Gehalte, die weit über 10 Gewichtsprozent hinausgehen. Sie sind ferner an Barium angereichert (mit Ba/Nb >25) und haben offensichtlich Krustenmaterial des Lewisians assimiliert. Die Magmen dieser magnesiumreichen Stöcke durchdrangen die Kruste weitab der großen, unterhalb des Zentralkomplexes gelegenen Magmenkammern und vermieden dadurch eine exzessive Fraktionierung mittels oberkrustalen Gesteinen des Moinians. Sie liegen folglich in ihrem Chemismus wesentlich näher an ihren Stammmagmen als die LBCS, die wie bereits angesprochen weitaus differenziertere und stärker kontaminierte Repräsentanten des Late Mull-Magmentypus darstellen.

### Analysen

#### Mull Plateau Group
| Oxid Gew. % | MPG - Typ III Pikrobasalt | CG Basalt | MPG - Typ IV Basalt | MPG Typ I Basalt | CMT Basalt | MPG - Typ II Mugearit | MPG - Typ VIII Hawaiit | MPG - Typ IX Trachyt |
| ----------- | ------------------------- | --------- | ------------------- | ---------------- | ---------- | --------------------- | ---------------------- | -------------------- |
| SiO2        | 44,24                     | 45,90     | 46,43               | 47,56            | 47,62      | 49,90                 | 50,14                  | 58,56                |
| TiO2        | 2,22                      | 1,38      | 1,42                | 1,77             | 0,72       | 2,31                  | 2,28                   | 0,54                 |
| Al2O3       | 13,98                     | 16,59     | 14,45               | 15,10            | 21,14      | 17,49                 | 18,17                  | 17,91                |
| Fe2O3       | 14,57                     | 12,78     | 12,80               | 12,28            | 8,19       | 14,06                 | 11,38                  | 7,88                 |
| MnO         | 0,20                      | 0,17      | 0,18                | 0,18             | 0,13       | 0,13                  | 0,16                   | 0,22                 |
| MgO         | 10,66                     | 10,88     | 12,51               | 6,61             | 5,48       | 3,27                  | 3,17                   | 0,66                 |
| CaO         | 8,97                      | 10,51     | 9,57                | 12,29            | 13,21      | 5,35                  | 7,68                   | 2,15                 |
| Na2O        | 3,06                      | 2,08      | 2,56                | 2,38             | 2,06       | 6,00                  | 4,78                   | 6,35                 |
| K2O         | 0,58                      | 0,23      | 0,50                | 0,33             | 0,07       | 0,75                  | 1,29                   | 5,25                 |
| P2O5        | 0,21                      | 0,12      | 0,15                | 0,17             | 0,07       | 0,66                  | 1,03                   | 0,29                 |
| Al/K+Na     | 2,47                      | 4,53      | 3,04                | 3,53             | 6,12       | 1,64                  | 1,96                   | 1,11                 |
| Al/K+Na+Ca  | 0,64                      | 0,73      | 0,65                | 0,57             | 0,77       | 0,86                  | 0,78                   | 0,89                 |

#### Cone sheets
| Oxid Gew. % | EBCS 1 Loch Spelve | EBCS 2 Lower Glen More | LBCS 3 Glen Clachaig | LBCS 2 Corra-Bheinn | EACS 1 Salen Forest | EACS 1 Salen Forest | LACS 2 Torness | LACS 3 Gaodhail River |
| ----------- | ------------------ | ---------------------- | -------------------- | ------------------- | ------------------- | ------------------- | -------------- | --------------------- |
| SiO2        | 48,81              | 52,59                  | 49,32                | 51,64               | 59,18               | 72,11               | 55,35          | 59,49                 |
| TiO2        | 1,10               | 1,67                   | 2,31                 | 1,84                | 1,33                | 0,27                | 1,73           | 1,54                  |
| Al2O3       | 17,67              | 14,00                  | 12,22                | 14,12               | 14,05               | 13,83               | 14,22          | 13,63                 |
| Fe2O3       | 10,44              | 14,70                  | 16,05                | 14,21               | 10,16               | 3,19                | 11,43          | 10,78                 |
| MnO         | 0,17               | 0,22                   | 0,22                 | 0,22                | 0,18                | 0,08                | 0,21           | 0,20                  |
| MgO         | 7,20               | 4,73                   | 4,91                 | 4,83                | 3,00                | 0,35                | 3,90           | 2,02                  |
| CaO         | 12,78              | 8,21                   | 9,54                 | 9,03                | 6,23                | 1,07                | 6,61           | 4,79                  |
| Na2O        | 1,74               | 2,49                   | 3,17                 | 3,23                | 3,09                | 5,06                | 4,49           | 3,86                  |
| K2O         | 0,35               | 1,38                   | 0,82                 | 1,05                | 2,38                | 3,63                | 2,25           | 3,38                  |
| P2O5        | 0,22               | 0,22                   | 0,33                 | 0,32                | 0,25                | 0,07                | 0,41           | 0,40                  |
| Al/K+Na     | 5,45               | 2,51                   | 2,00                 | 2,19                | 1,83                | 1,13                | 1,45           | 1,36                  |
| Al/K+Na+Ca  | 0,67               | 0,68                   | 0,52                 | 0,62                | 0,74                | 0,97                | 0,65           | 0,73                  |

#### Hauptintrusionen und Ringgänge
| Oxid Gew. % | Gabbro – Ringgang Glen More | Gabbro – Ringgang Loch Spelve | Gabbro – Ben Buie | Gabbro – Ringgang Caire Gorm | Diorit – Ringgang Glen More | Granophyr – Glas Bhein | Granophyr – Ringgang Coire Gorm | Granophyr – Beinn Chaisgidle | Granophyr – Toll Doire |
| ----------- | --------------------------- | ----------------------------- | ----------------- | ---------------------------- | --------------------------- | ---------------------- | ------------------------------- | ---------------------------- | ---------------------- |
| SiO2        | 47,52                       | 49,61                         | 49,80             | 52,24                        | 58,42                       | 62,66                  | 67,37                           | 70,31                        | 76,71                  |
| TiO2        | 1,16                        | 1,62                          | 1,45              | 2,29                         | 1,59                        | 1,17                   | 0,67                            | 0,46                         | 0,27                   |
| Al2O3       | 16,26                       | 14,80                         | 13,13             | 12,84                        | 13,49                       | 13,67                  | 13,45                           | 13,16                        | 11,45                  |
| Fe2O3       | 13,30                       | 15,06                         | 13,67             | 17,61                        | 12,17                       | 8,94                   | 6,32                            | 4,92                         | 1,88                   |
| MnO         | 0,17                        | 0,19                          | 0,23              | 0,27                         | 0,19                        | 0,15                   | 0,15                            | 0,14                         | 0,04                   |
| MgO         | 8,10                        | 5,03                          | 6,47              | 3,34                         | 1,91                        | 1,31                   | 0,31                            | 0,10                         | 0,00                   |
| CaO         | 10,24                       | 10,10                         | 11,83             | 7,06                         | 4,88                        | 4,05                   | 1,64                            | 1,33                         | 0,40                   |
| Na2O        | 2,90                        | 3,12                          | 2,40              | 3,43                         | 4,10                        | 2,79                   | 4,15                            | 4,63                         | 4,24                   |
| K2O         | 0,57                        | 0,73                          | 0,26              | 1,47                         | 2,78                        | 3,81                   | 4,30                            | 4,52                         | 4,48                   |
| P2O5        | 0,16                        | 0,19                          | 0,11              | 0,45                         | 0,52                        | 0,28                   | 0,12                            | 0,06                         | 0,01                   |
| Al/K+Na     | 3,01                        | 2,50                          | 3,10              | 1,78                         | 1,38                        | 1,57                   | 1,17                            | 1,05                         | 0,97                   |
| Al/K+Na+Ca  | 0,68                        | 0,61                          | 0,51              | 0,64                         | 0,72                        | 0,85                   | 0,93                            | 0,88                         | 0,91                   |

#### Gänge
| Oxid Gew. % | MPG Basalt | MPG Hawaiit | Coire Gorm | Coire Gorm | CMT   | CMT   | Late Mull | Late Mull |
| ----------- | ---------- | ----------- | ---------- | ---------- | ----- | ----- | --------- | --------- |
| SiO2        | 47,08      | 51,62       | 48,29      | 49,36      | 46,33 | 47,87 | 45,96     | 53,37     |
| TiO2        | 2,84       | 1,97        | 1,60       | 1,52       | 2,05  | 0,78  | 2,39      | 2,29      |
| Al2O3       | 16,81      | 17,55       | 14,56      | 19,37      | 15,30 | 17,51 | 14,38     | 13,44     |
| Fe2O3       | 14,56      | 10,94       | 14,16      | 8,01       | 15,97 | 11,10 | 16,28     | 15,40     |
| MnO         | 0,18       | 0,19        | 0,22       | 0,31       | 0,26  | 0,17  | 0,23      | 0,23      |
| MgO         | 5,36       | 3,02        | 6,81       | 6,60       | 5,59  | 7,23  | 6,73      | 3,65      |
| CaO         | 7,83       | 5,51        | 10,77      | 10,10      | 10,90 | 12,33 | 9,97      | 6,67      |
| Na2O        | 4,21       | 5,46        | 2,98       | 3,70       | 3,02  | 2,32  | 2,87      | 3,60      |
| K2O         | 0,41       | 2,35        | 0,34       | 0,29       | 0,15  | 0,11  | 0,36      | 1,43      |
| P2O5        | 0,39       | 0,98        | 0,14       | 0,18       | 0,15  | 0,06  | 0,19      | 0,28      |
| Al/K+Na     | 1,45       | 1,52        | 2,76       | 3,02       | 2,98  | 4,45  | 2,81      | 1,80      |
| Al/K+Na+Ca  | 0,78       | 0,81        | 0,59       | 0,78       | 0,61  | 0,66  | 0,62      | 0,69      |

#### Kleinintrusionen
| Oxid Gew. % | LM – Dun Mór | VI – Mishnish | II – Na Torranan | LM – Allt Leacach | LM – Kinloch River | CMT – Cnoc Carach | CMT – Ardnacross | IX – Choire Mhóir |
| ----------- | ------------ | ------------- | ---------------- | ----------------- | ------------------ | ----------------- | ---------------- | ----------------- |
| SiO2        | 45,50        | 47,38         | 49,18            | 52,31             | 54,53              | 60,62             | 61,22            | 62,48             |
| TiO2        | 1,71         | 2,61          | 2,42             | 1,63              | 1,28               | 0,66              | 0,49             | 0,34              |
| Al2O3       | 15,80        | 17,60         | 17,28            | 17,06             | 15,67              | 17,95             | 17,82            | 18,30             |
| Fe2O3       | 13,80        | 14,95         | 14,62            | 12,03             | 10,12              | 4,73              | 4,85             | 6,35              |
| MnO         | 0,19         | 0,18          | 0,14             | 0,13              | 0,14               | 0,21              | 0,19             | 0,19              |
| MgO         | 11,20        | 6,20          | 3,80             | 4,29              | 4,19               | 1,10              | 0,91             | 0,31              |
| CaO         | 9,81         | 7,26          | 5,78             | 9,52              | 10,47              | 1,51              | 2,35             | 0,12              |
| Na2O        | 2,31         | 3,92          | 5,66             | 3,02              | 2,98               | 6,03              | 7,66             | 7,32              |
| K2O         | 0,29         | 0,24          | 0,71             | 0,45              | 0,45               | 5,33              | 3,99             | 4,23              |
| P2O5        | 0,17         | 0,26          | 0,64             | 0,20              | 0,16               | 0,45              | 0,37             | 0,16              |
| Al/K+Na     | 3,83         | 2,63          | 1,71             | 3,13              | 2,90               | 1,14              | 1,05             | 1,10              |
| Al/K+Na+Ca  | 0,72         | 0,88          | 0,85             | 0,75              | 0,64               | 0,97              | 0,84             | 1,09              |

Die Gesamtheit der Gesteine im Mull Central Complex überdeckt einen SiO2-Gehalt von 44,2 bis 76,7 Gewichtsprozent.
Die Summe ihrer Alkalien (Na2O + K2O) schwankt zwischen 2,1 und 11,6 Gewichtsprozent.
Sämtliche Gesteine sind – mit zwei Ausnahmen – metaluminos mit Al/K+Na+Ca < 1 und Al/K+Na > 1. Der Granophyr von Toll Doire ist peralkalisch (Al/K+Na < 1) und die Kleinintrusion des Magmentyps IX von Choire Mhóir peraluminos (Al/K+Na+Ca > 1.
Die Magmen liegen teils im Grenzbereich subalkalisch/alkalisch, tendieren aber vorwiegend in den alkalischen Bereich. Nur einige CMT-Magmen sind eindeutig subalkalisch.

## Tektonik
Ohne Zweitel ist die herausragendste tektonische Struktur in der Hebriden-Magmenprovinz der konzentrische Faltengürtel, der die Intrusionszentren von Glen More und vom Beinn Chaisgidle fast vollständig umgürtet. Die Faltenzüge haben sich in der umgebenden älteren Lavensequenz und den darunter liegenden präpaläozänen Gesteinen entwickelt. Zu ihnen gehören die Loch Spelve Anticline und die Loch Don Anticline sowie die Duart Bay Syncline und die Coire Mòr Syncline. Südlich des Loch Dons stellen metamorphosierte Kalke und Phyllite des Dalradians den Kern einer Nord-streichenden Antikline, der sukzessiv von spätsilurischen Andesitlaven, unter- und mitteljurassischen Sand- und Tonsteinen und paläozänen Laven umgeben wird. Diese Hauptstrukturen setzen sich nach Norden und Nordwesten fort – wo Juragesteine das Herz der Craignure Anticline bis hin zur Craignure Bay stellen. Gesteine des Moinians finden sich im Innern der Antikline zwischen der Craignure Bay und der Scallacastle Bay. Andernorts werden die paläozänen Basaltlaven generell von der Faltung erfasst. Auf der Ostflanke des Ben Mores sind sogar Mugearite aus dem Hangenden der Lavenfolge von der Faltung betroffen.
Es wird jetzt vorgeschlagen, dass sich die Faltenzüge als Reaktion auf die frühen Intrusionen im Zentralkomplex gebildet hatten, ihre genaue Altersstellung wird aber so gut wie nicht verstanden. Hinzu kommt, dass das von den Falten umgebene Areal aufgewölbt ist – die Falten somit durchaus durch gravitatives Abgleiten während der Aufwölbung ausgelöst werden konnten. Aufschlüsse im Gebiet des Loch Dons lassen erkennen, dass Aufwölbung und Faltung noch vor der Eruption der paläozänen Laven initiiert worden war. Diese Ansicht wird jedoch von Bailey (1962) nicht geteilt. Am Sgurr Dearg werden die Falten jedoch von vulkaniklastischen Brekzien des Zentralkomplexes durchtrennt – sie sind somit eindeutig älter.
Eine weitere tektonische Konsequenz der Aufwölbung des Zentralkomplexes im Südosten Mulls war die Ablenkung der Great Glen Fault, deren relativ geradliniger Verlauf um rund 5 Kilometer nach Südost abgelenkt wurde.

## Geophysik
Geophysikalische Untersuchungen durch Bott und Tantrigoda im Jahr 1987 fanden eine Schwereanomalie von + 50 Milligal über dem Mull Central Complex. Sie interpretierten diese Anomalie als einen 6,5 bis 13 Kilometer mächtigen Störkörper aus mafischen bis ultramafischen Intrusivgesteinen, die ein Volumen zwischen 2.000 und 3.600 Kubikkilometer einnahmen. Analog zu Skye und Ardnamurchan scheinen die granitischen Gesteine am Mull Central Complex nur eine recht dünne Haut oberhalb dieses mafischen, zylindrischen Störkörpers zu bilden. Es wird abgeschätzt, dass die Granite des Intrusivzentrums 1 und 2 (Glen More und Beinn Chaisgidle) nur 1 Kilometer und des Intrusivzentrums 3 rund 2 Kilometer an Mächtigkeit ausmachen. Die Granite bilden somit insgesamt nur 5 bis 9 % der Intrusivmasse des Zentralkomplexes.

## Alter
Die basale Mull Plateau Group (abgekürzt MPG) erbrachte ein radiometrisches Alter von 60 ± 0,5 Millionen Jahre. Die bereits im Zusammenhang mit dem Zentrum 1 stehenden Laven des Central Mull Tholeiite (abgekürzt CMT) konnten auf 59,05 ± 0,27 Millionen Jahre datiert werden. Das Zentrum 1 dürfte somit nur unwesentlich jünger sein. Dieses Ergebnis zeigt somit auf eindeutige Weise, dass die Mull Plateau Group inklusive ihres ältesten Staffa-Subtypus älter als die magmatischen Tätigkeiten im Central Complex ist. Zusammenfassend lässt sich sagen, dass die magmatischen Aktivitäten im Zentrum 1 und im Zentrum 2 sich altersmäßig mit dem Central Mull Tholeiite überlappen und dass der Spättyp der Mull Plateau Group jünger als Zentrum 3 ist. Der Loch Bà-Ringgang des Zentrums 3 war mit 58,48 ± 0,18 Millionen Jahre datiert worden. Somit bestand der Mull Central Complex von etwa 59,1 bis 58,5 Millionen Jahre, d. h. rund 600.000 Jahre. Der Loch Bà-Ringgang wurde sodann vor 58,12 ± 0,13 Millionen Jahren von Gangschwarmgängen durchschlagen. Die Gänge repräsentieren jedoch ein magmatisches Spätstadium.

## Zusammenschau
Magmenmischung spielt in der Entwicklung des Zentralkomplexes von Mull (und wahrscheinlich auch der anderen Zentralkomplexe auf den Inneren Hebriden) eine wesentlich entscheidendere Rolle, als bisher vermutet worden war. Zwei fundamentale Mischprozesse sind zugegen, wobei der Faktor Dichte ausschlaggebend für den jeweils vorherrschenden Prozess ist. Beispielsweise bewirkt der relativ geringe Dichteunterschied zwischen magnesiumarmen Basalten und intermediären eisenarmen Magmen eine fast vollständige (jedoch kryptische) Magmenmischung – wie dies auf Mull die frühen Cone sheets und die CMT-Laven verdeutlichen. Im Gegenzug hat der größere Dichteunterschied zwischen intermediären, an Eisen und Titan angereicherten Magmen und rhyolitischen Magmen nur zu einer unvollständigen Magmendurchdringung geführt – veranschaulicht an den Magmenmischungen vom Glen More, vom Loch Bà-Ringgangtypus und vergleichbaren Gesteinen auf Skye wie beispielsweise die Beinn Dearg-Gänge.
Auch wenn niedrige Sauerstofffugazität fO2 zur Herausbildung von an Eisen, Titan und Phosphor angereicherten Magmen der Mull Plateau Group zweifellos förderlich ist, so stellt sie nicht den einzigen Faktor bei der Elementanreicherung dar. Sehr wichtige Faktoren sind ferner die Komplexbildung im Magma zwischen den stark elektronegativen Ionen P5+, Fe3+ und REE3+ sowie die Tiefe der letztlichen Schmelzabsonderung – wobei alkalischere Magmen wahrscheinlich zu einer Fe-Ti-P-Anreicherung neigen.
Der Herd der Krustenkontamination und auch der Magmenquellen hat sich im Verlauf der Herausbildung des Intrusivzentrums von Mull auf halb-systematische Weise räumlich verändert. Die mafischen Magmen der frühen Plateau Group-Laven wurden noch meistens mit granulitfazieller Kruste des Lewisians kontaminiert – was auf die Gegenwart von Magmenkammern in der Unterkruste verweist. Die Magmen des Mull Central Complex sind jedoch mit oberkrustalen Metasedimenten des Moinians kontaminiert worden und spiegeln so die Gegenwart hochgelegener Magmenkammern unterhalb des Zentralkomplexes wider. Die am stärksten kontaminierten Magmen des Mull-Vulkans sind mit dem Intrusivzentrum 1 assoziiert – wahrscheinlich weil in diesem frühen Stadium noch ausreichend leicht aufschmelzbares Material in der Oberkruste vorhanden war. Mit der Weiterentwicklung des Vulkanzentrums war eine Abnahme dieses Oberkrustenmaterials einhergegangen. Dies ist der Grund, warum die späteren Magmen weniger kontaminiert sind.
Die Entwicklung ausgehend von den Mull Plateau Group-Magmen mit recht steilen, Chonrdrit-normalisierten REE-Mustern (und daher an LREE angereichert) hin zu den CMT-Magmen ist ein deutlicher Hinweis auf eine Verflachung der Mantelquelle im Verlauf der Zeit. Ursache hierfür ist entweder eine Verdünnung der Lithosphäre selbst (vielleicht auch nur örtlich unterhalb dem Zentralkomplex) oder eine bevorzugte Schmelzextraktion aus einer unterhalb einer gleichförmigen Lithosphäre aufgedrungenen Schmelzsäule.

## Siehe auch

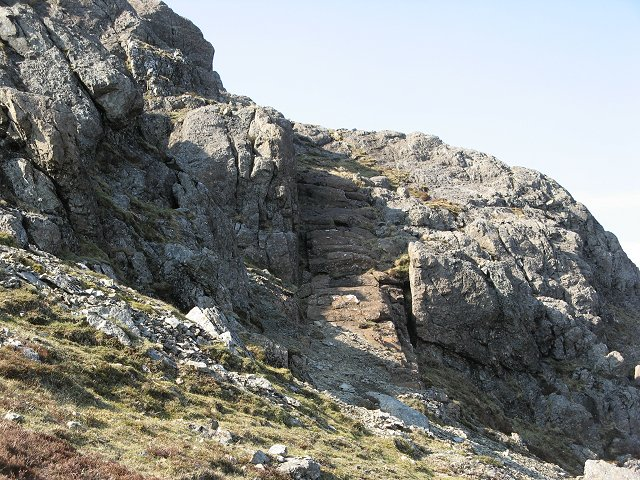
Der Granophyr bzw. Mikrogranit am Beinn a'Ghraig wird von einem späten regionalen Gang durchschlagen